# Villa Majorelle
Pour les articles homonymes, voir Majorelle.
La villa Majorelle, aussi surnommée autrefois villa Jika, est une maison de maître, ancienne propriété de Louis Majorelle, construite de 1901 à 1902, située à Nancy, dans le style École de Nancy. C'est une pièce maîtresse de l'architecture, typique de l'Art nouveau français.

## Historique

### Conception et réception initiale (1897-1907)
L'artiste et entrepreneur Louis Majorelle, installé depuis 20 ans à Nancy, souhaite déplacer ses ateliers qu'il juge trop étroits. Il décide alors d'acheter un terrain à sa belle-mère, Mme Kretz, dans le quartier appelé alors Médreville : il s'agit d'un territoire composé essentiellement de terres agricoles et de quelques propriétés bourgeoises et faisait alors partie des terres que la municipalité de Nancy avait choisies pour étendre son urbanisation répondant à l'augmentation de la population. Il choisit, par commodité, de faire installer sa maison à proximité de ses ateliers.
- Autorisation de construction de la villa Majorelle, 1901.
 Archives municipales de Nancy

Autorisation de construction de la villa Majorelle, 1901. Archives municipales de Nancy
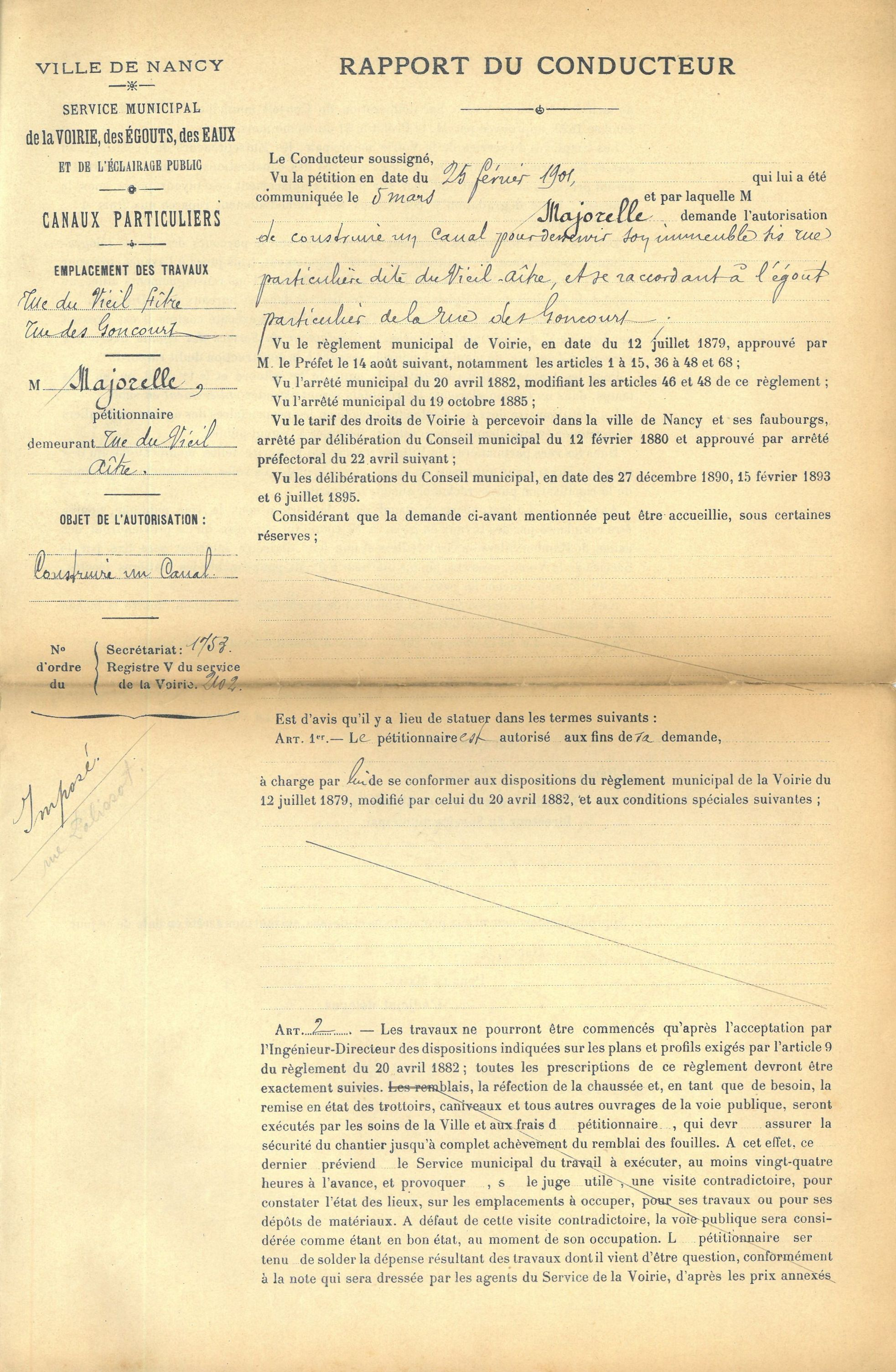
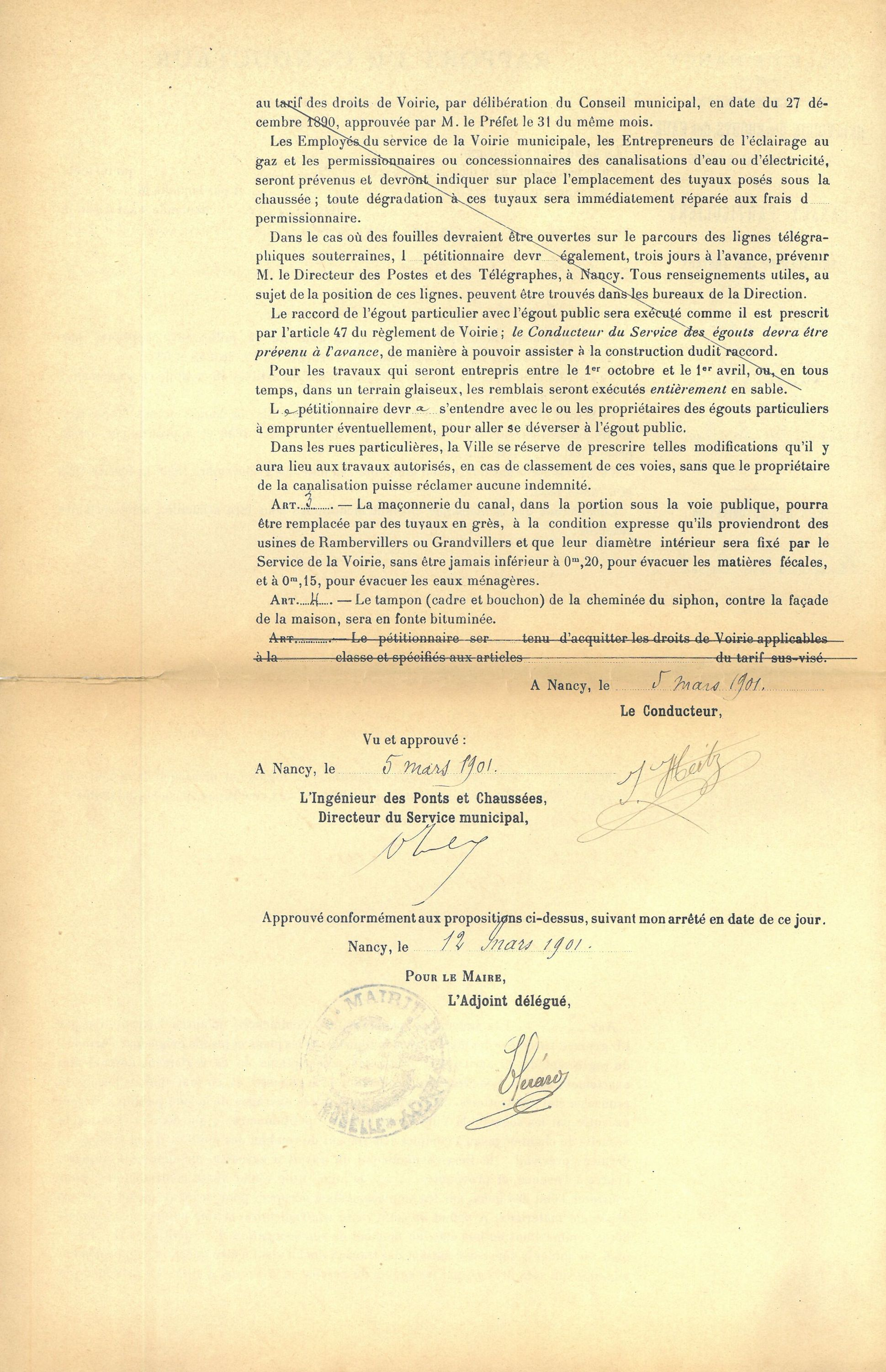

En 1898, Louis Majorelle décide d'employer Henri Sauvage, un jeune architecte parisien que Majorelle a rencontré pendant ses études à Paris et avec lequel il a déjà travaillé pour le Café de Paris. Le choix de Sauvage s'explique par la volonté de Majorelle de maintenir des liens avec le milieu artistique parisien mais aussi parce que le seul exemple d'architecture innovante à l'époque à Nancy est l’œuvre d'Eugène Vallin, architecte mais aussi ébéniste et ainsi concurrent de Majorelle. L'architecte travaille avec la collaboration de Lucien Weissenburger, qui supervise aussi le chantier des usines Majorelle,.
La rénovation extérieure de 2016-2017 met en évidence une construction rapide et économique de la villa : les pierres, de Savonnières et d'Euville, ne sont pas sélectionnées à l'avance en fonction de leur teinte, ce qui donne des façades polychromiques ; des pierres sont posées en délit, signe de méconnaissance ou de recherche d'économie ; certains joints sont creux, témoignant d'une exécution rapide de la construction au détriment de la pérennité de l'ouvrage. Sans doute en raison de l'inexpérience d'Henri Sauvage, dont il s'agit de la première construction, des erreurs de conception sont présentes dans la toiture en particulier sur la façade Nord : la complexité des couvertures et la proximité des pieds de couverture provoquent des infiltrations, créant rejaillissements et reflux sous les ardoises.
Les travaux se terminent en 1902 et l'ameublement, réalisation de Majorelle lui-même est finalisé la même année. Les peintures intérieures sont confiées à Francis Jourdain; la céramique, intérieure comme extérieure en grès émaillé, au jeune Alexandre Bigot; la ferronnerie à Louis Majorelle; les vitraux à Jacques Gruber et la maçonnerie, la pierre de taille et le béton armé à l'entreprise France-Lanord et Bichaton,. Le choix de cette entreprise vient du fait qu'elle est la seule à Nancy à proposer le procédé Hennebique du béton armé, qui allie armures de fer rond et béton et est utilisé pour le plancher du rez-de-chaussée.

Si la presse artistique est enthousiaste, soulignant l'harmonie intérieur/extérieur de la villa ainsi que la lisibilité de l'articulation forme/fonction des volumes, en revanche, la presse locale n'en parle pas, sans doute désemparée devant la modernité du projet.

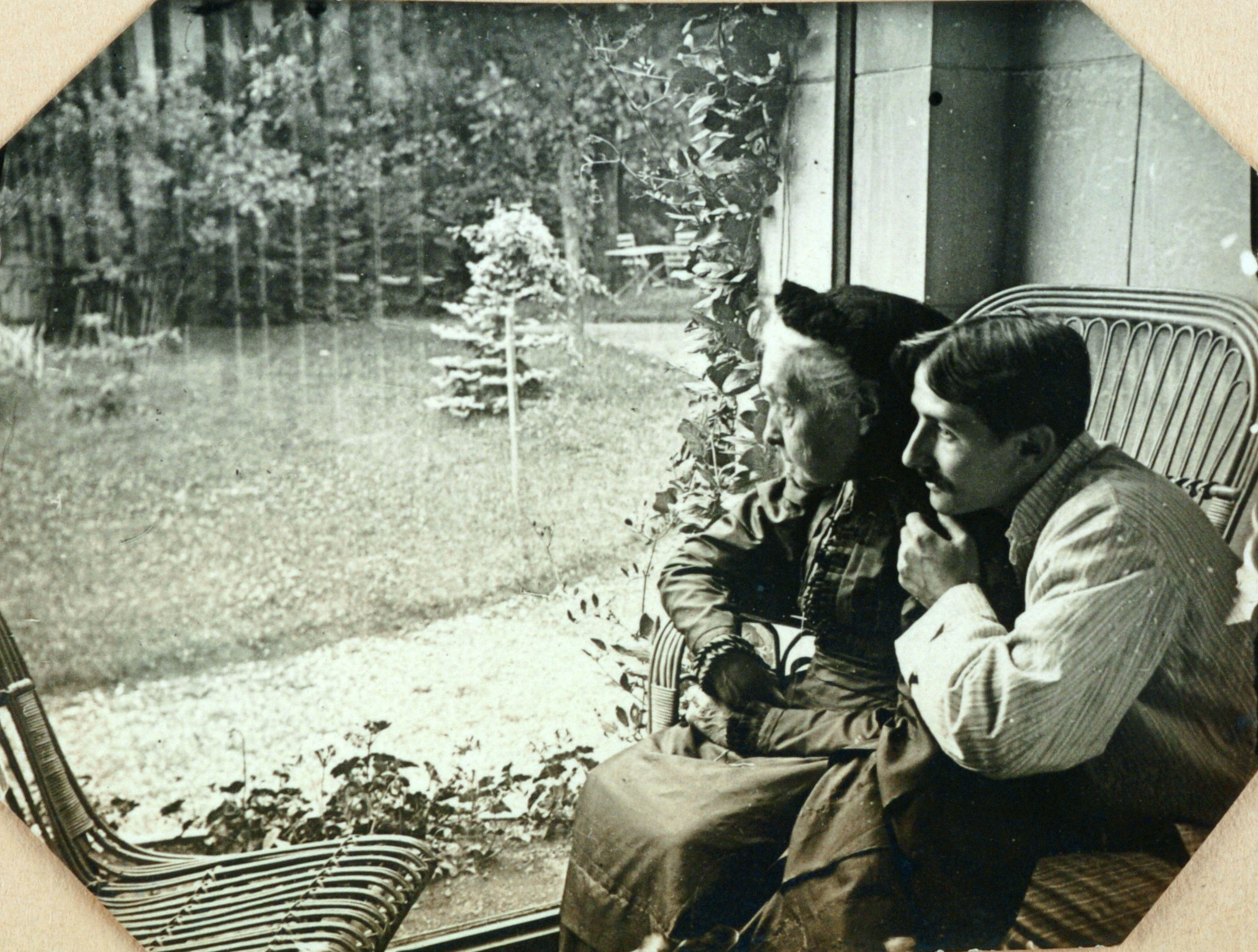
Jacques Majorelle et sa grand-mère dans la villa Majorelle, 1908. Collection du musée de l'école de Nancy.

La villa répond à deux fonctions : elle est lieu de travail et d'exposition de Louis Majorelle, qui y possède son atelier et qui en a réalisé les meubles, et lieu de la vie intime ; les pièces figuraient au catalogue Majorelle. Le salon démontre notamment l'importance de la vie familiale, où Jika (Jeanne Kretz, l'épouse de Louis Majorelle) jouait du piano.
La construction de la villa s'inscrit dans un contexte national et local de renouveau de l'architecture, en particulier sous les enseignements de Viollet-le-Duc : à la même époque sont construites les villas Victor Luc par Jacques-René Hermant (1903), Bergeret par Lucien Weissenburger (1904) et Lejeune (1902) et Huot (1903) par Émile André. Celui-ci se passionne pour la construction de la villa Majorelle, au point d'en dessiner balcon et terrasse et de réaliser des photographies du chantier.
En 1907, Majorelle décide de fermer la terrasse de la façade Nord.

### Bombardement de 1916
La villa est partiellement détruite par un bombardement allemand en 1916, lors de la Première Guerre mondiale. Certaines parties de la villa sont détruites. Une fenêtre est alors bouchée, remplacée par un coq patriotique français, et le vitrail de Jacques Gruber de la cheminée du salon est détruit, remplacé par un nouveau vitrail aux motifs orientalisants sans doute inspirés du voyage de Jacques Majorelle, fils de Louis Majorelle, au Maroc.

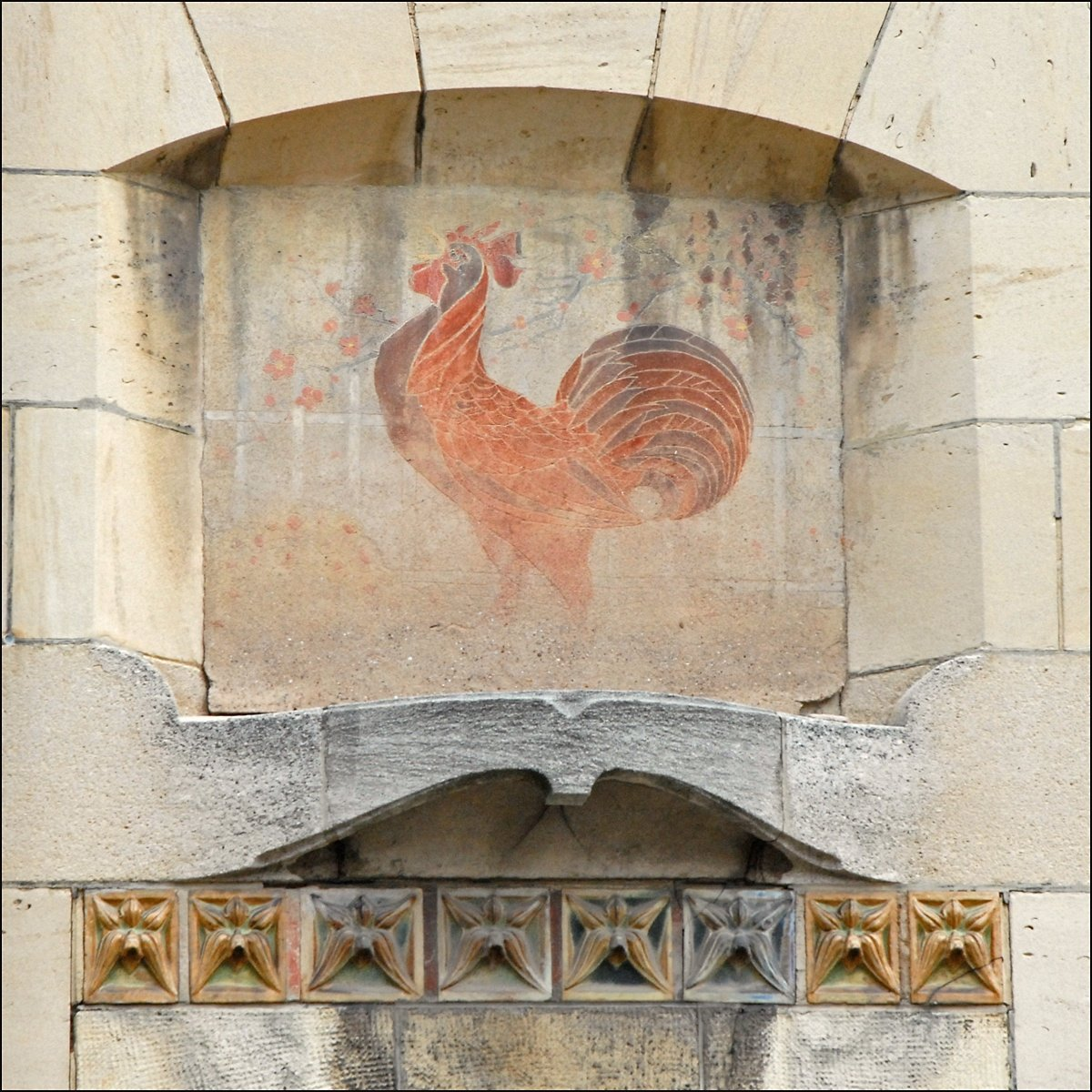
Décor de coq à l'extérieur de la villa Majorelle, octobre 2009.
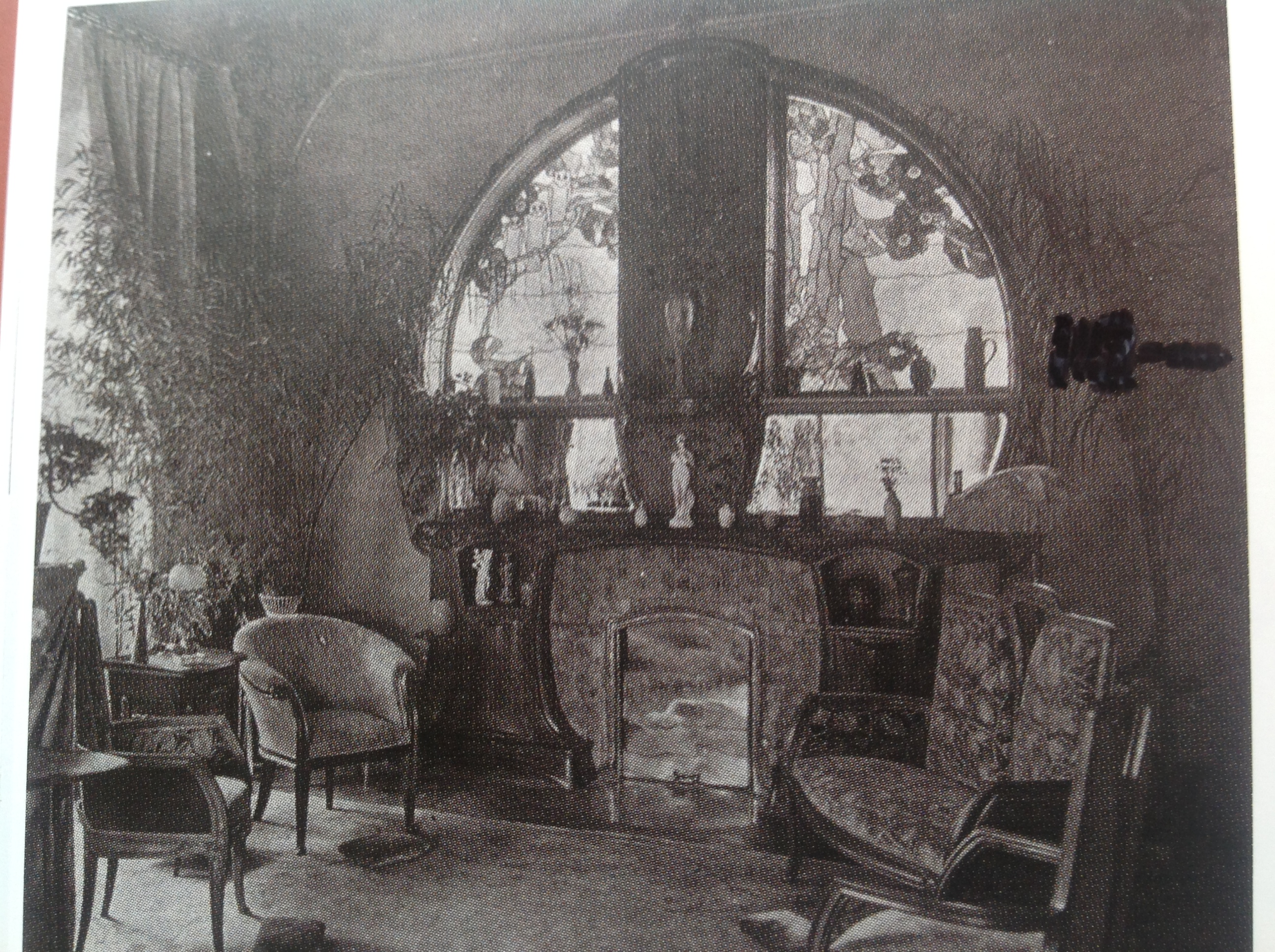
Salon avec le vitrail d'origine, 1904.
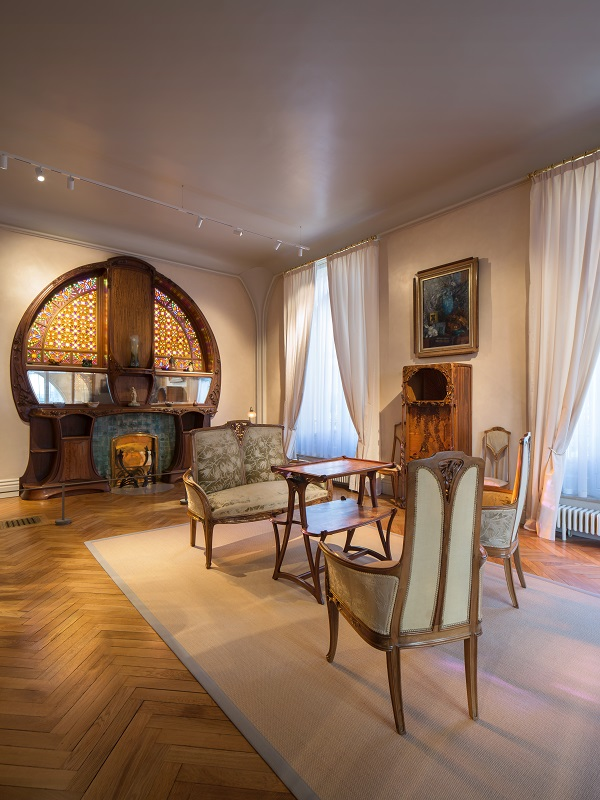
Salon rénové en 2020, avec le nouveau vitrail.
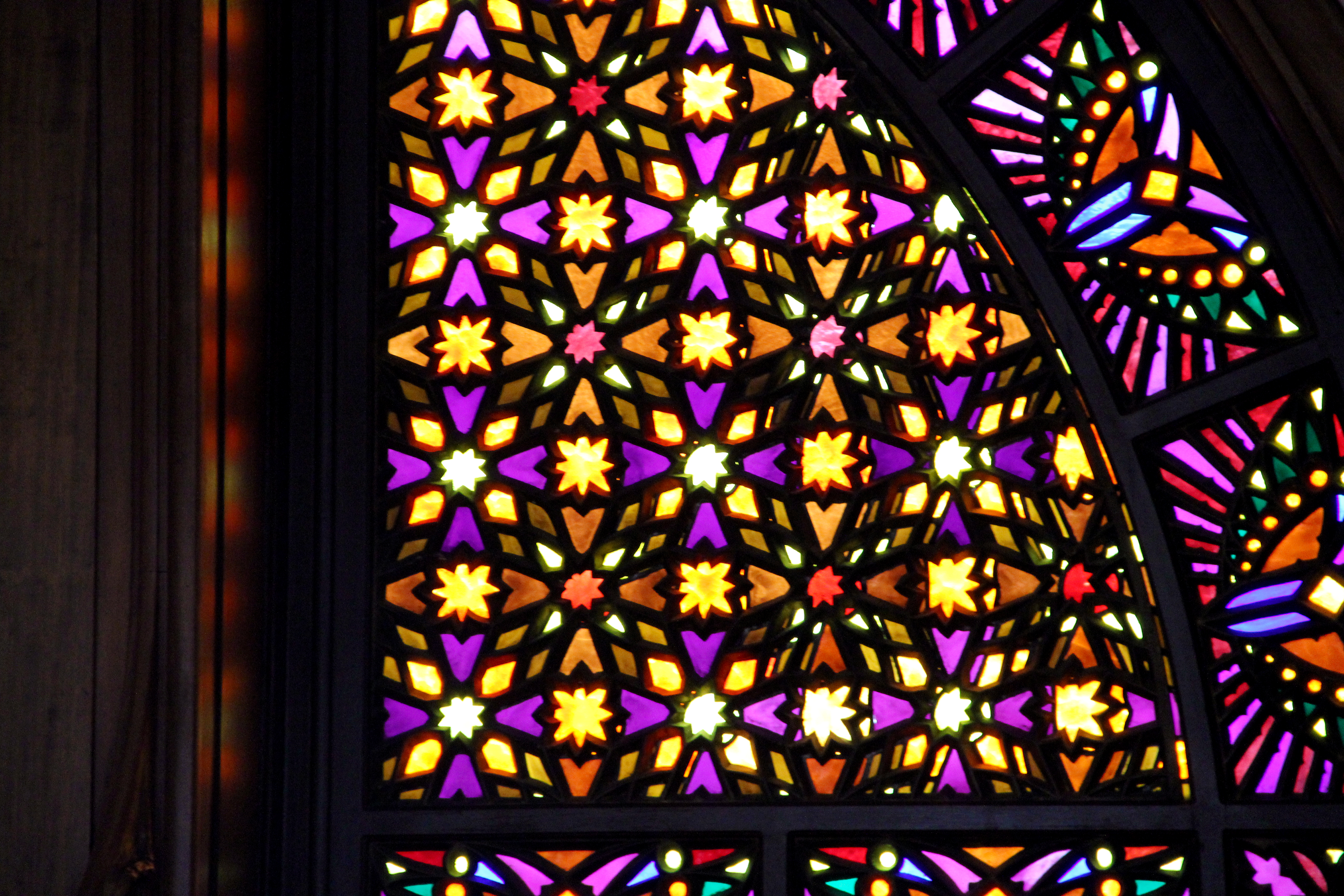
Détail du nouveau vitrail.

### Utilisation par le ministère des Ponts-et-Chaussées (1931)
À la mort de Louis Majorelle, la famille vend le jardin et la villa au ministère des Ponts-et-Chaussées en 1931 qui en fera des bureaux pour l'administration. Le ministère adapte la villa à son usage : agrandissement de certaines fenêtres, installation d'un oriel sur la terrasse et d'un blockhaus pour se protéger des bombardements de la Seconde Guerre mondiale.
Le parc, quant à lui, est vendu à un promoteur immobilier qui le transforme en lotissement d'habitations.

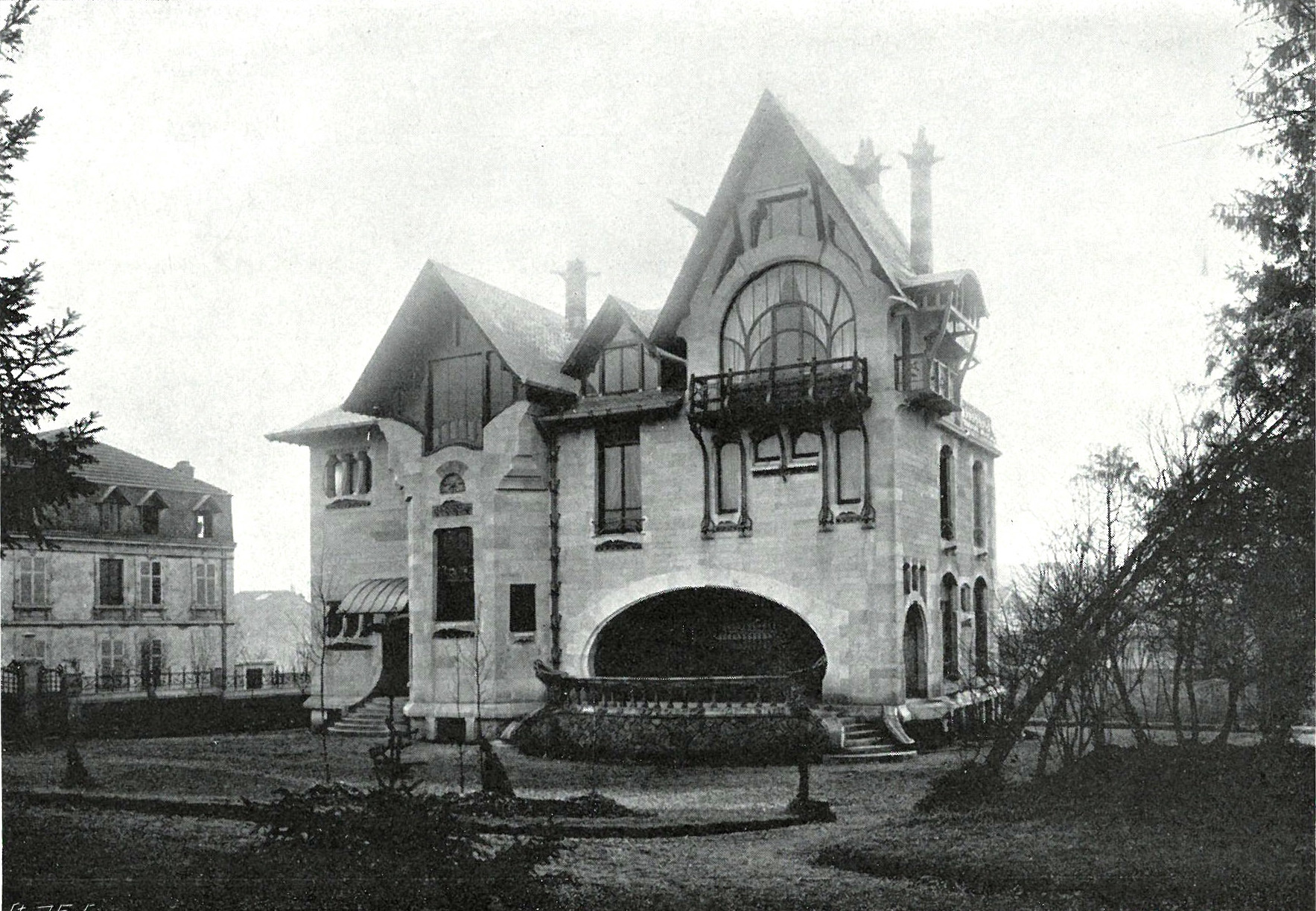
La façade Nord en août 1902 avant la fermeture de la terrasse, L’Art décoratif.
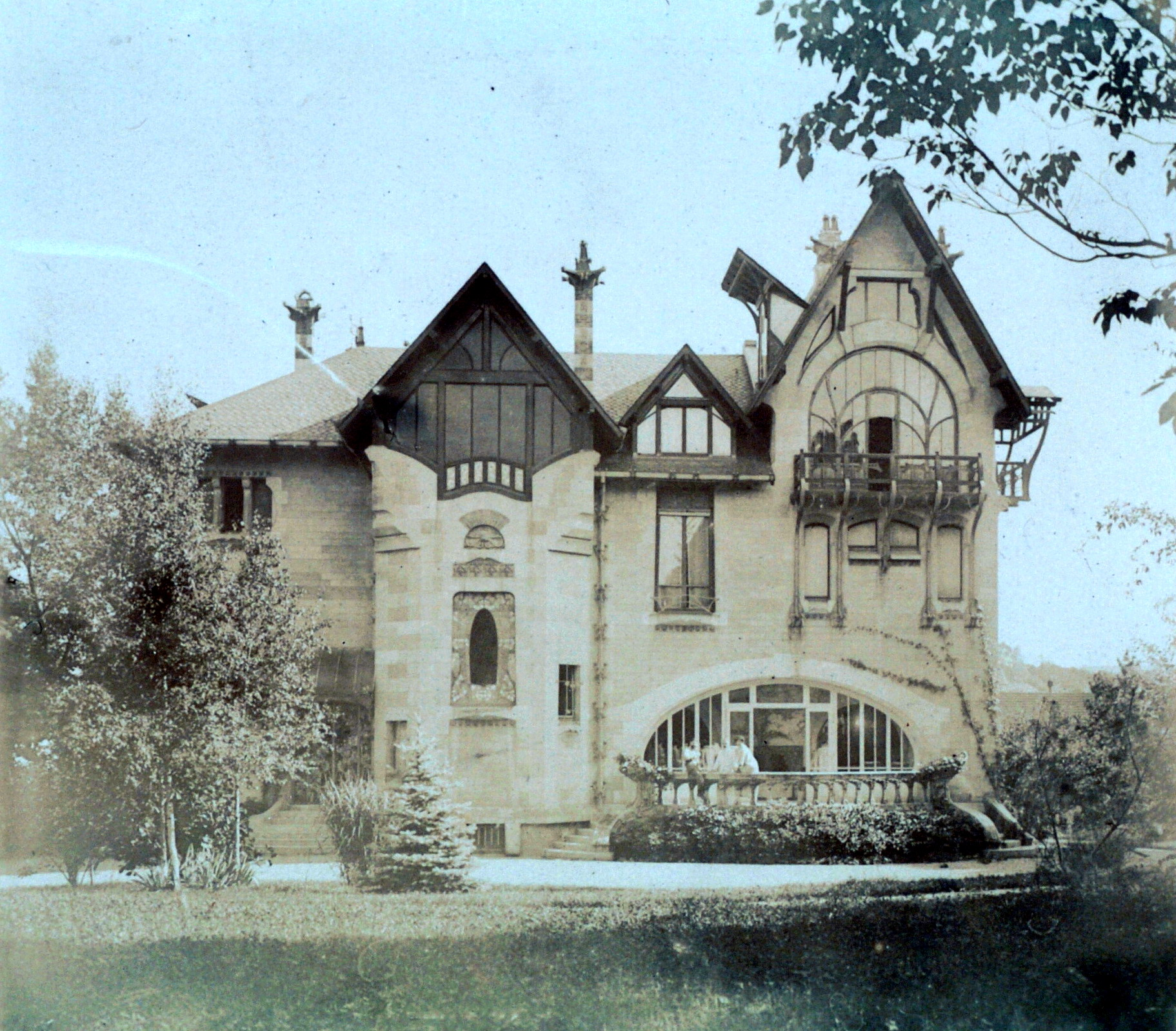
La façade Nord en septembre 1911 après le changement de Majorelle en 1907. Musée de l'École de Nancy
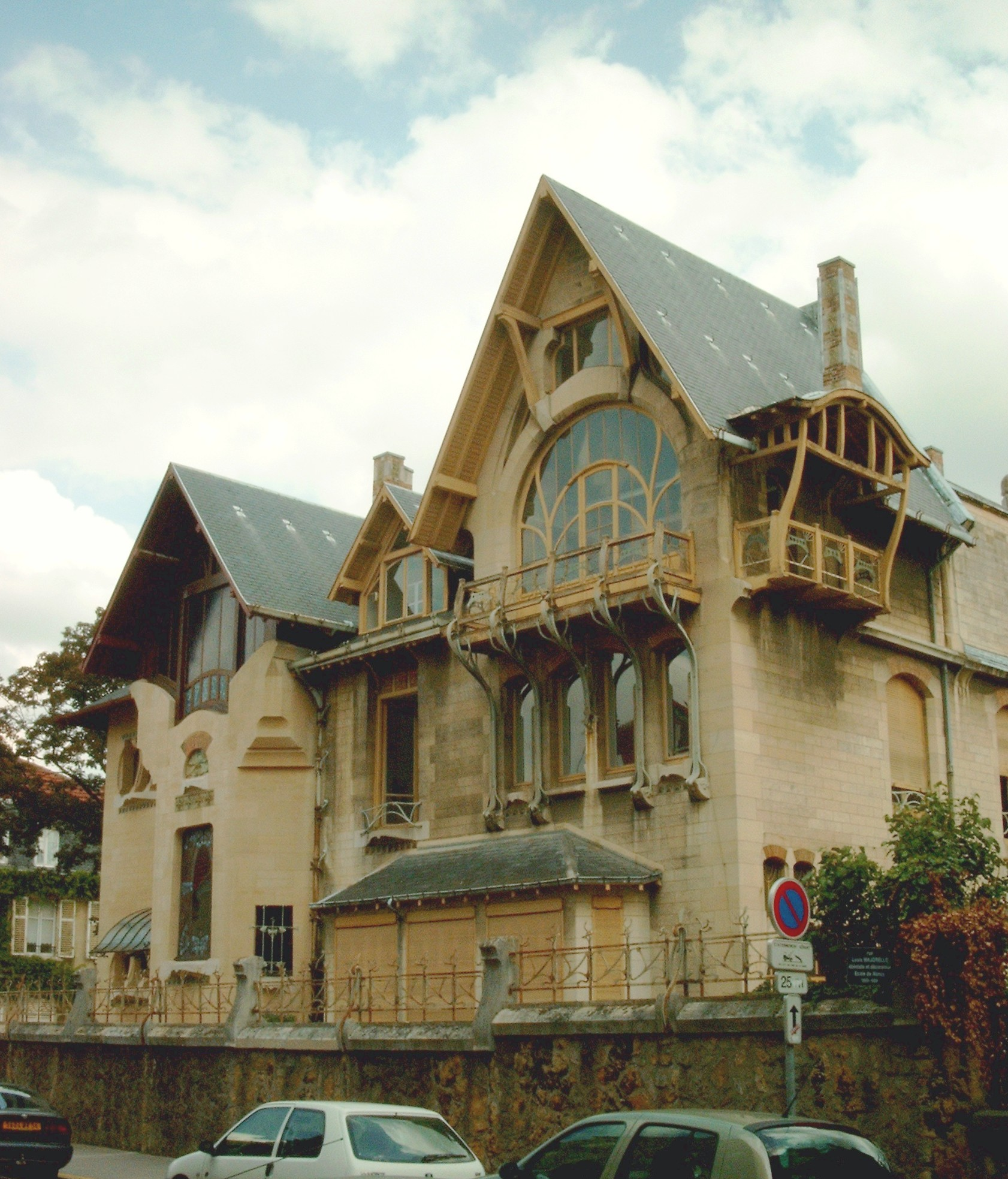
La façade Nord en 2006, où est visible l'oriel installé par le ministère.
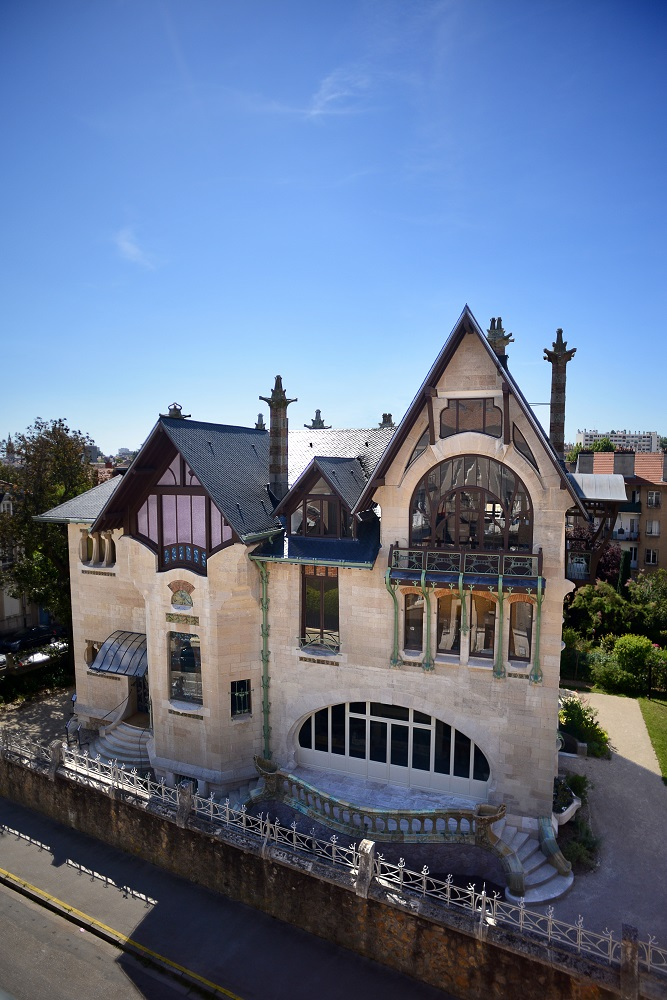
La façade Nord en 2020, le jardin de 1902 est remplacé par un mur séparant la villa de la rue Majorelle.

Son mobilier est dispersé ; celui de la chambre à coucher est d'abord transporté par Jacques Majorelle dans sa villa de Marrakech, puis racheté lors d'une vente à Monaco le 10 février 1981 par la ville de Nancy et la direction des Musées de France pour être conservé au musée de l'École de Nancy dès 1982,. Depuis 2020, ce mobilier a retrouvé son emplacement initial dans la chambre qui était celle des époux Majorelle.
En 1999, Thierry Algrin mène des travaux de restauration de la façade Nord et d'une partie de la façade Est.

### Possession par la ville de Nancy (à partir de 2003)
La villa devient propriété de la ville de Nancy en 2003. La même année, le musée de l'école de Nancy, qui gère les visites de la villa, achète un album photographique familial réalisé par Louis Majorelle entre 1905 et 1911, qui témoigne à la fois de la vie familiale dans la villa et de l'aménagement initial des différentes pièces. Cet album est d'autant plus important que très peu d'archives de la construction de la villa persistent : celles d'Henri Sauvage n'ont pas été conservées, celles de Lucien Weissenberg ont brûlé et celles de France-Lanord ont subi une inondation.
En 2004, à la suite de la chute d'une des mitres de cheminée, l'ensemble d'entre elles sont retirées et mises en dépôt au musée de l'École de Nancy, pour ne retourner sur la villa que lors de la restauration de 2017.

Évolution des cheminées de la villa
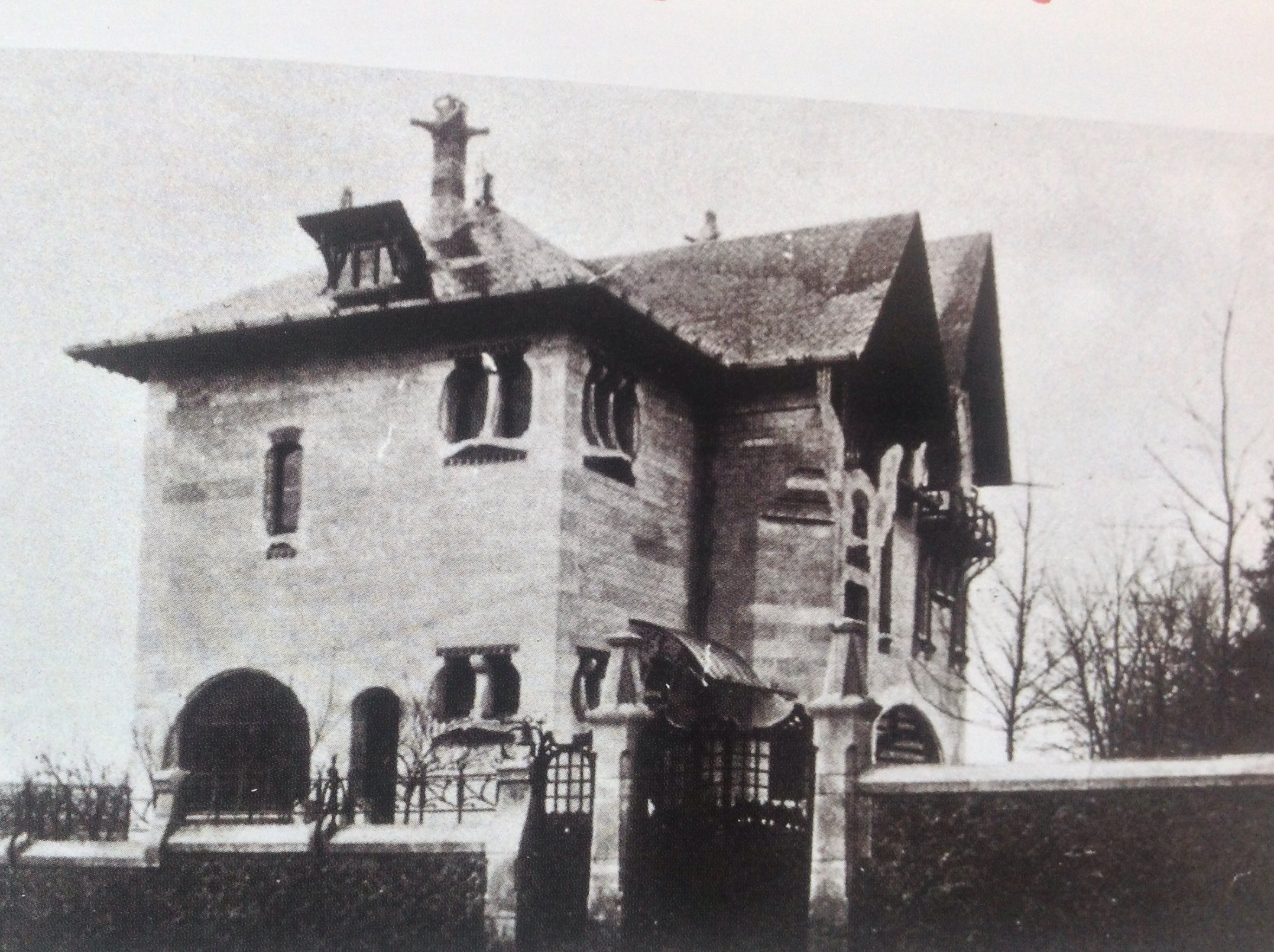
Façade Est de la Villa Majorelle en 1904.
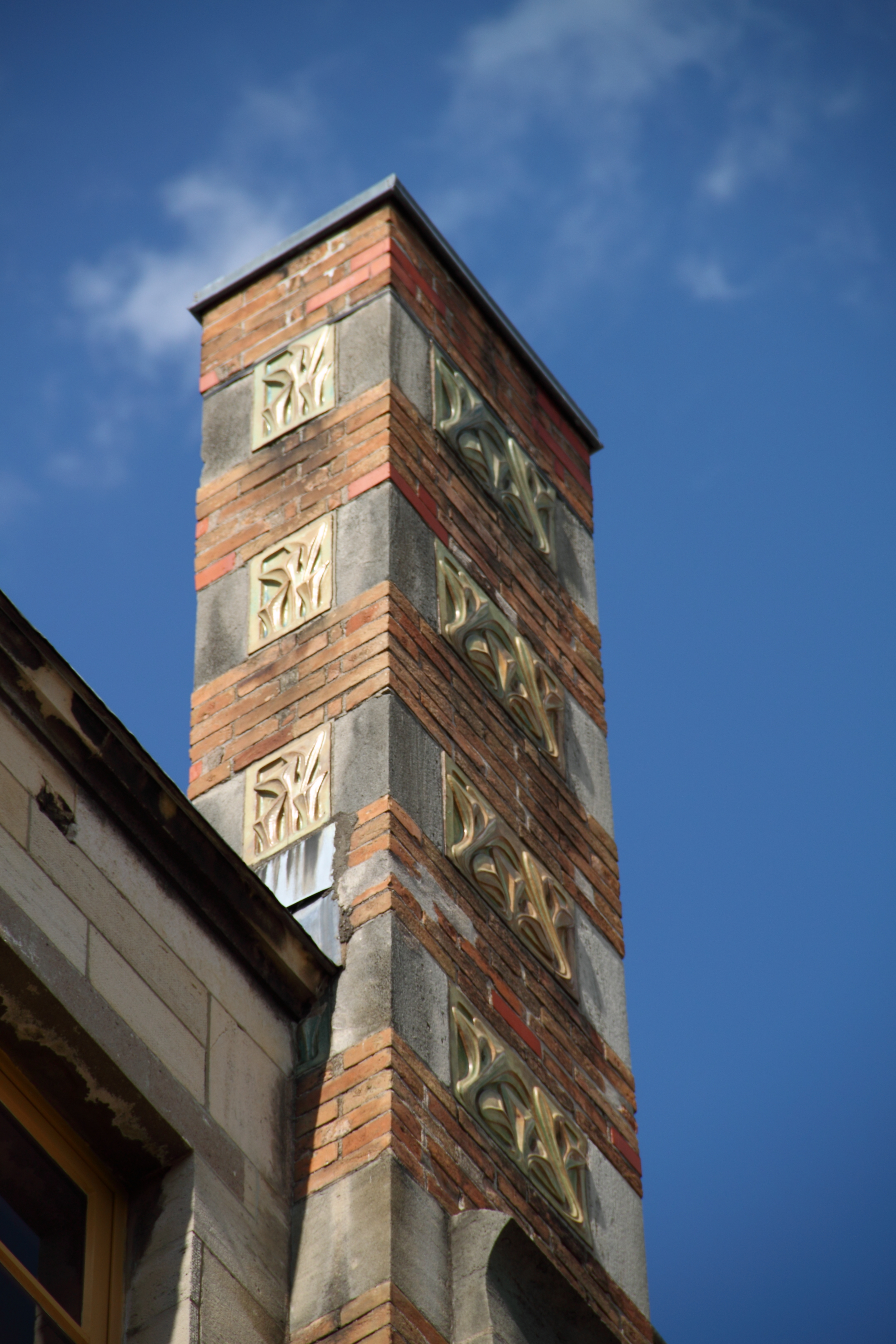
Cheminée à nu, 2011.
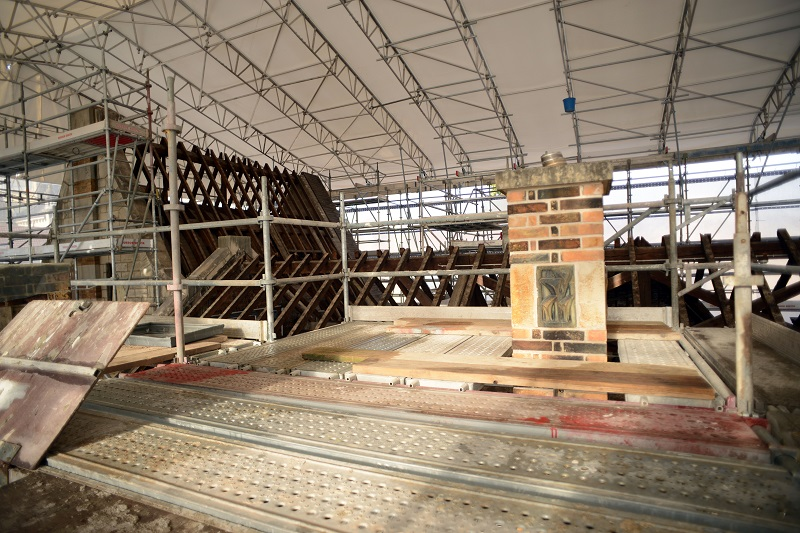
Mise à nu de la toiture, décembre 2016.
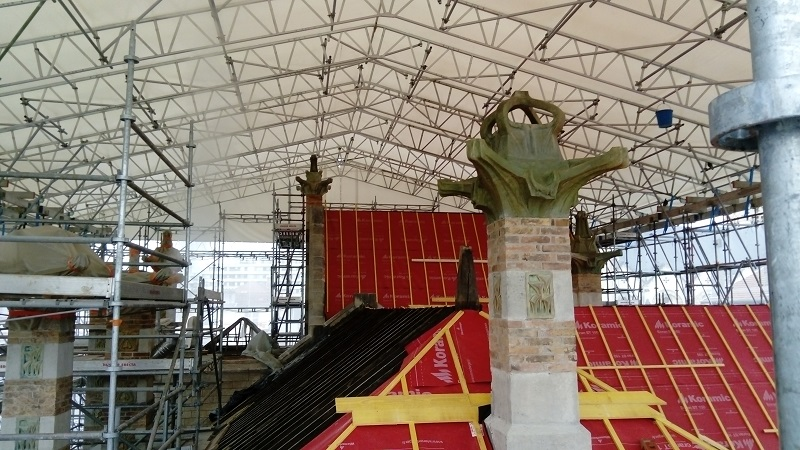
Rénovation en cours de la toiture, avec la mitre de cheminée d'Alexandre Bigot remise en place, mars 2017.
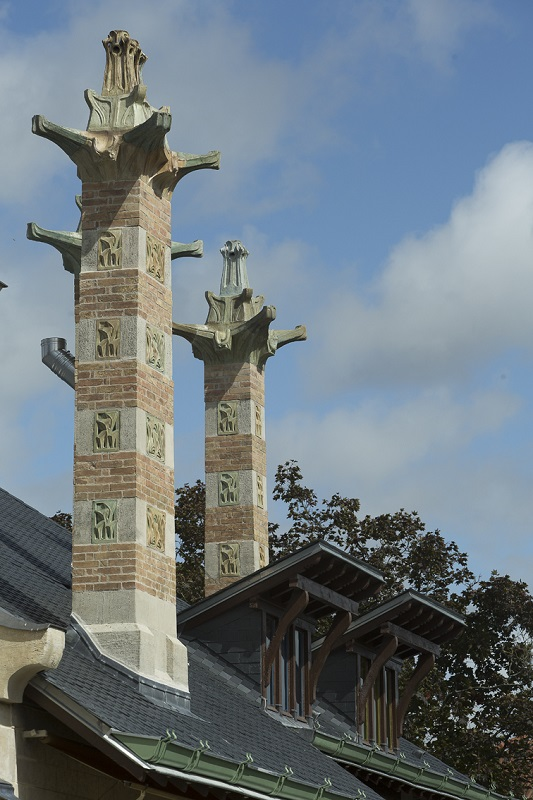
Cheminées restaurées, septembre 2017.

En 2013, la ville mène une campagne d'entretien de pieds de couvertures réalisée sous la supervision de l'architecte Alexander Entzer. Puis, en 2016, elle fait l’objet de travaux plus ambitieux, à la fois de rénovation extérieure, en 2016 et 2017, puis de rénovation intérieure en 2018 et 2019. Pendant cette première phase des travaux, seuls le rez-de-chaussée et l'atelier restent visitables, avec le reste des pièces occupées par le musée de l'École de Nancy et le service territorial d'architecture et du patrimoine de Meurthe-et-Moselle. L'objectif est de retrouver au maximum l'état de la villa à son ouverture en 1902, tout en conservant les évolutions voulues par Majorelle jusqu'à sa mort en 1926 ; ce parti-pris permet de mettre en valeur l'un des principes fondamentaux de l'Art nouveau, la cohérence globale, en particulier intérieur/extérieur. Cette rénovation s'appuie à la fois sur l'album photographique et sur le catalogue Majorelle, où les photographies du salon, de la salle à manger et de la cage d'escalier de la villa servaient d'argument commercial. Concernant la rénovation extérieure, outre la réinstallation des mitres de cheminée, elle vise à remettre en état les grès émaillés, à la restitution des couvertures d'ardoise et à la restitution de la polychromie. 

Rénovations 2016-2017 de l'extérieur de la villa
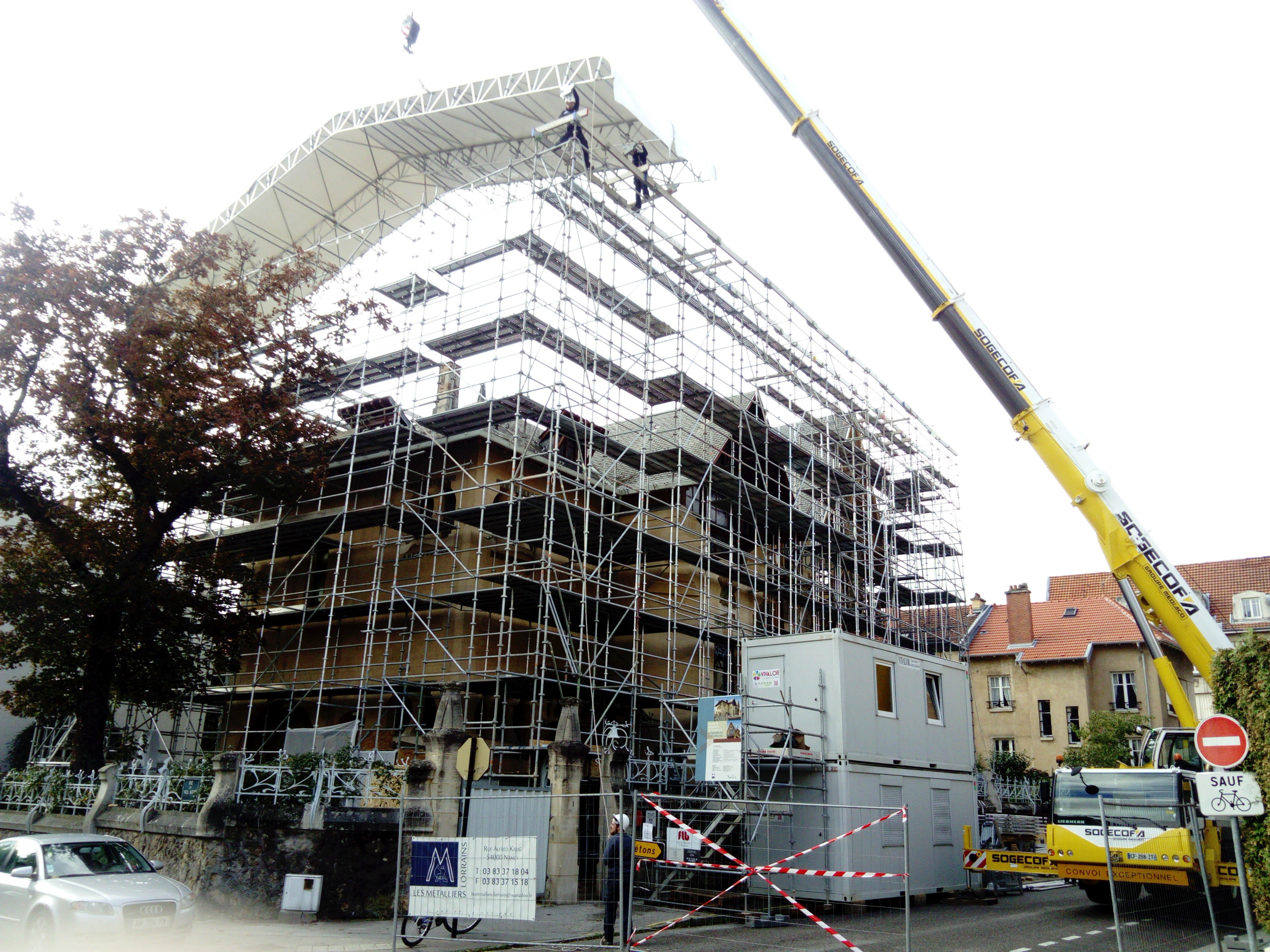
Installation de l'échafaudage parapluie autour de la villa, 19 octobre 2016.
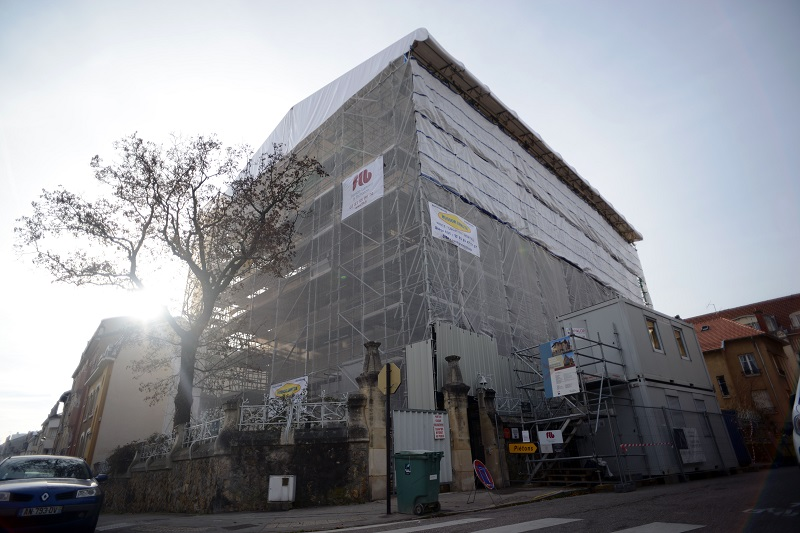
Échafaudage protégeant la villa pendant les travaux de rénovation, décembre 2016.
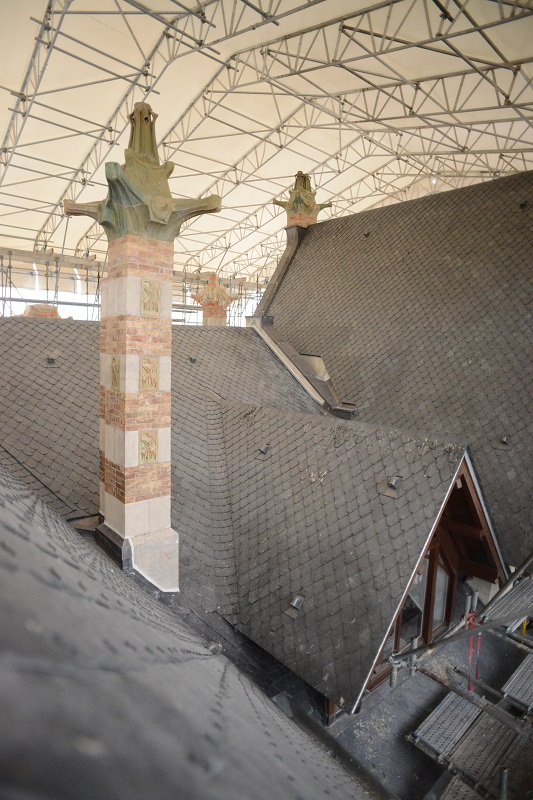
Toiture entièrement rénovée, juillet 2017.
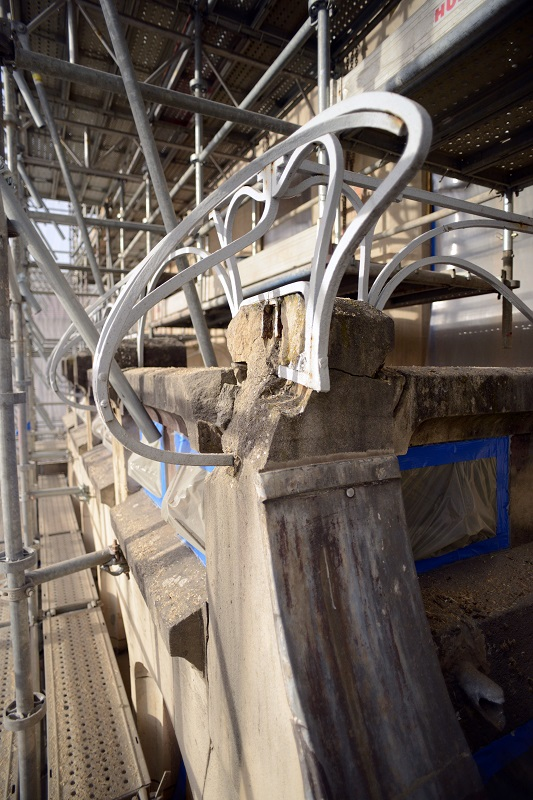
Ferronnerie du balcon avant rénovation, décembre 2016.
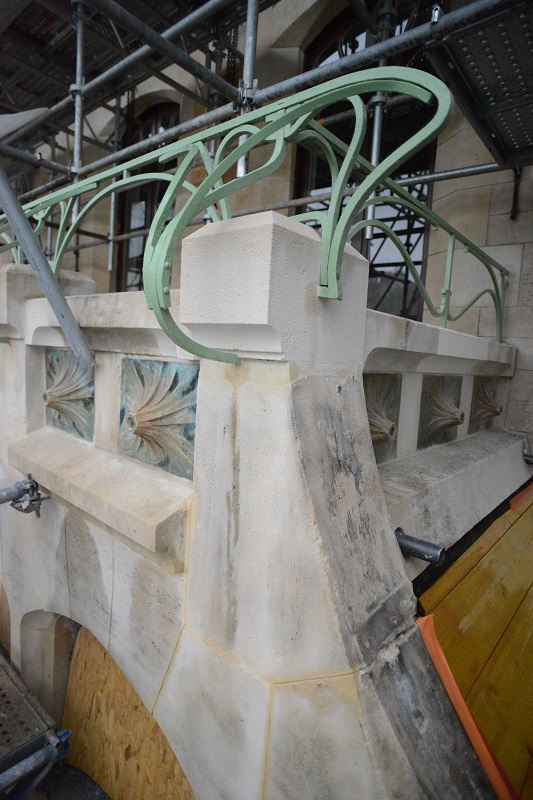
Ferronnerie du balcon après rénovation, juillet 2017.

L'Atelier Grégoire André remporte la maîtrise d’œuvre de la rénovation et effectue le travail avec 11 entreprises et restaurateurs : ils rénovent les parquets abîmés, mosaïques, terrazzo, restaurent les peintures au pochoir, les vitraux et les éléments en grès flammé, ainsi que les boiseries, noircies par le temps. Le bow-window est détruit, redonnant à la terrasse son aspect à la mort de Louis Majorelle. Cette rénovation intérieure permet aussi de pérenniser le bâtiment en y installant un meilleur système électrique, de chauffage et de ventilation ainsi que de rendre le lieu plus adapté à sa fonction touristique, en installant une billetterie et un vestiaire à l'emplacement de la cuisine et de l'office et des outils de médiation dans les pièces,. Malgré les sondages effectués sur les murs, il n'est pas possible d'en restaurer l'aspect d'origine, aussi le choix est fait de réaliser une peinture à l'huile avec glacis pour en donner des aspects de matière. 

Salle à manger de la villa Majorelle
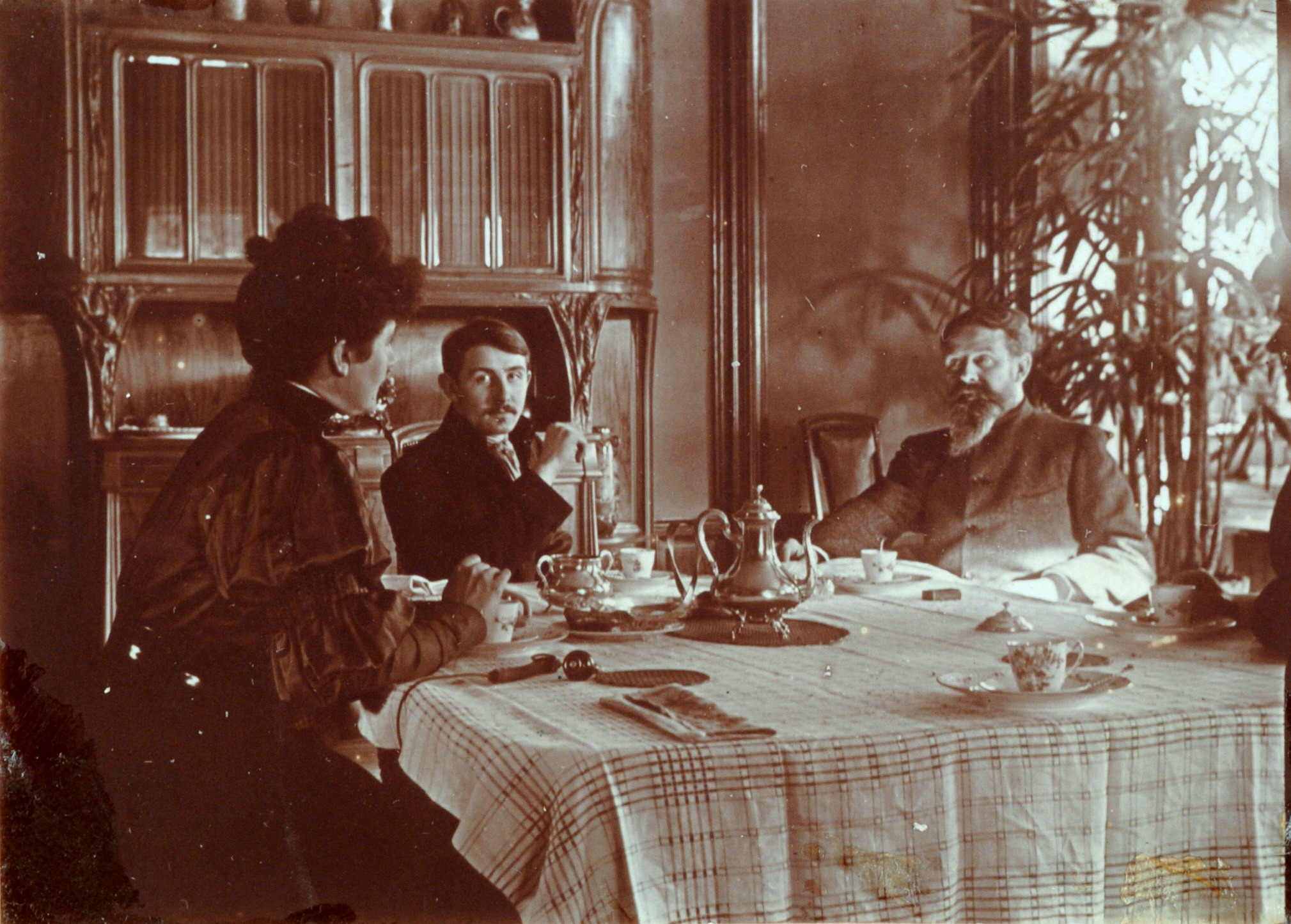
La famille Majorelle à table dans sa salle à manger, entre 1905 et 1911.
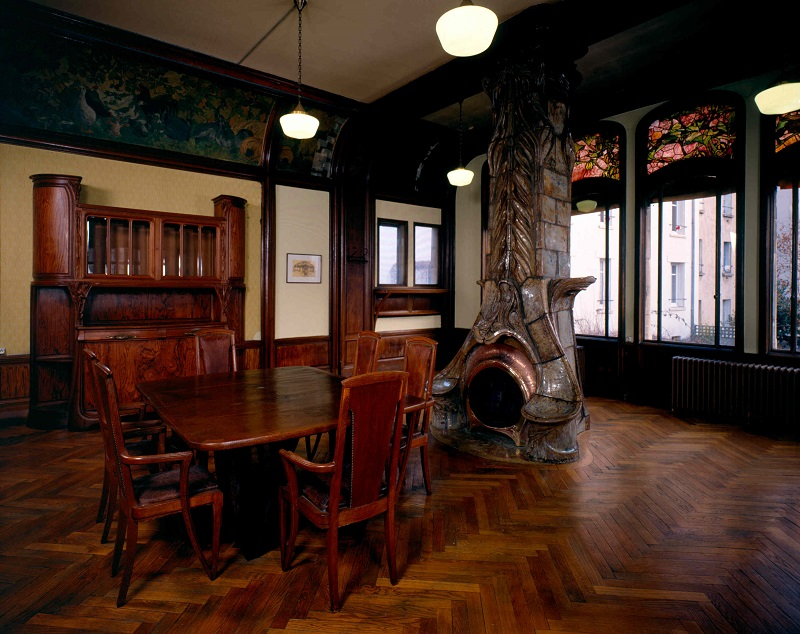
Salle à manger avant restauration.
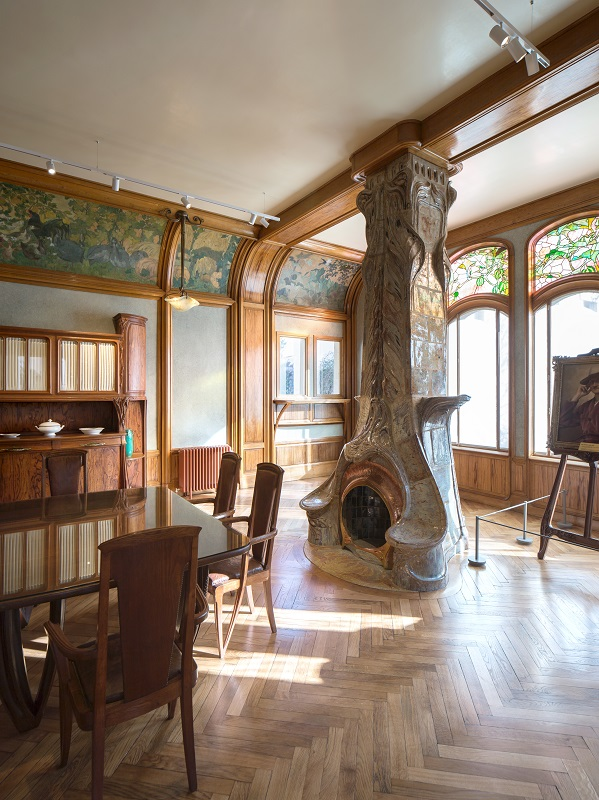
Salle à manger après rénovation, 2020.
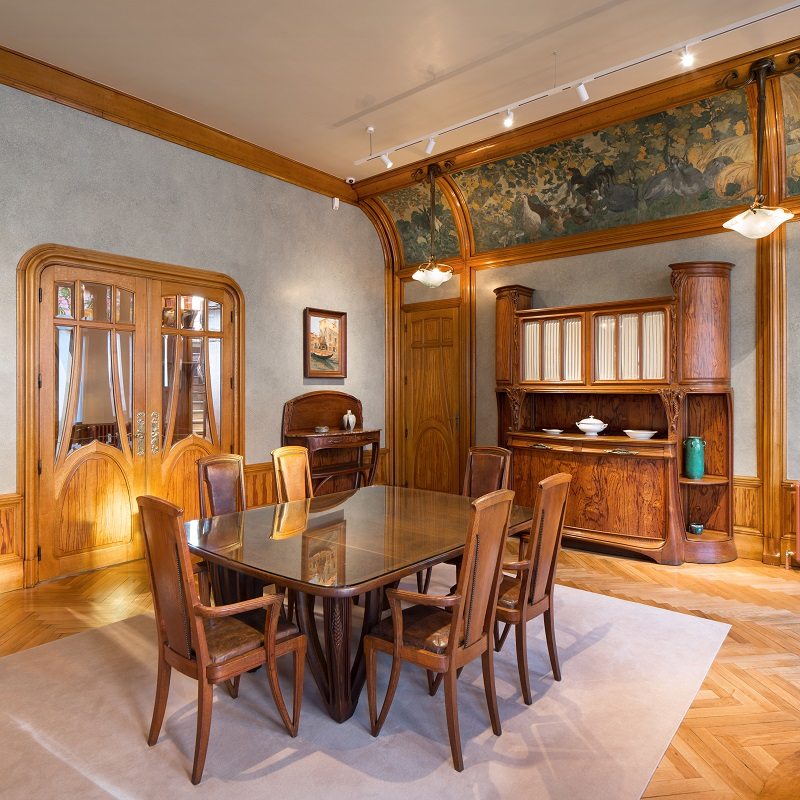
Salle à manger rénovée, novembre 2020.

L'aménagement intérieur se fait de trois manières. Certains des meubles sont d'origine, tels que l'ensemble de la salle à manger et de la chambre à coucher, tous deux provenant des collections du musée de l'École de Nancy qui avait, depuis 1984, une politique d'acquisition des meubles de la villa ; d'autres œuvres d'origine proviennent de dons ou d'achats spécifiques au moment de la rénovation. 

Chambre à coucher
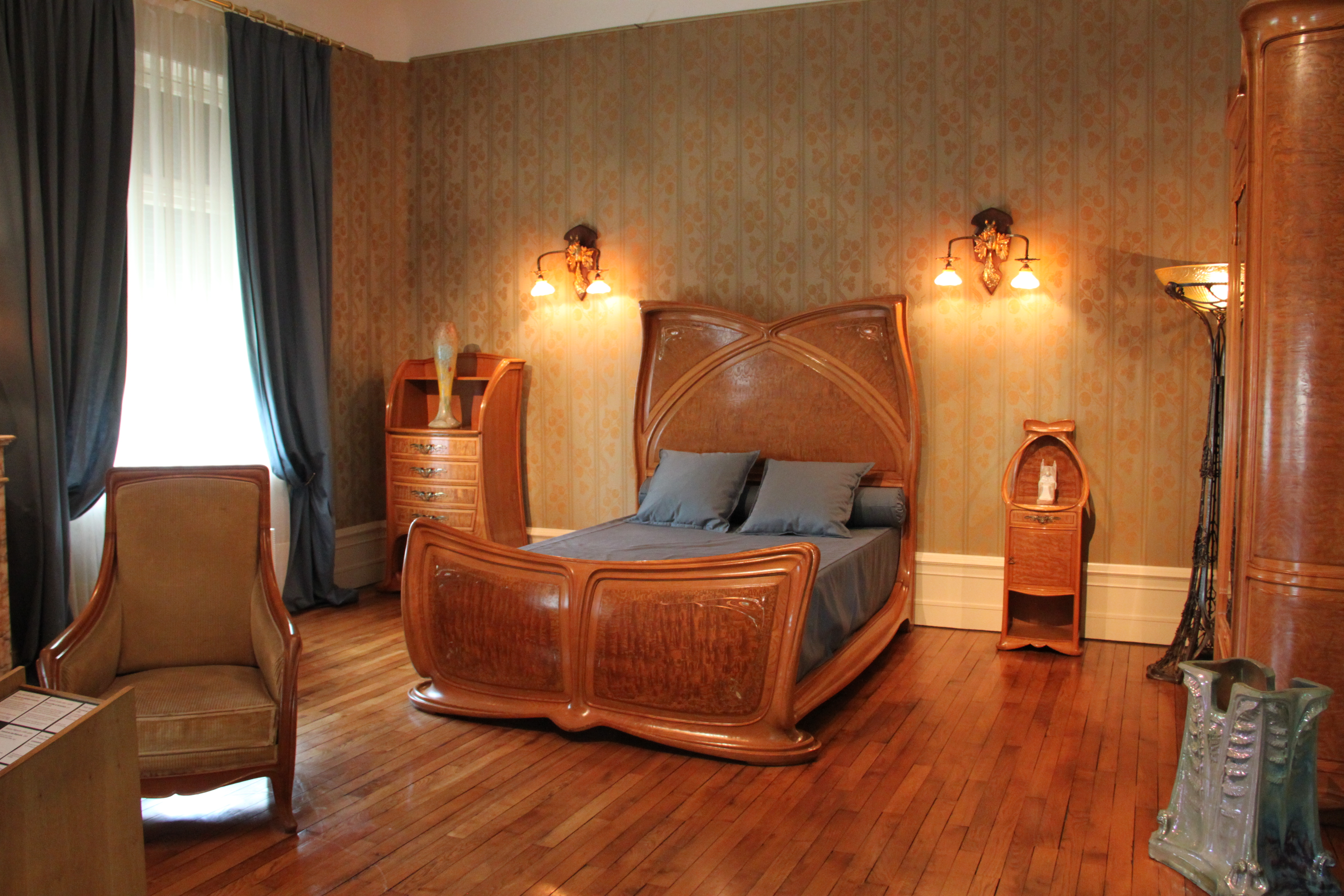
Chambre à coucher telle qu'elle était présentée au musée de l'École de Nancy, 2011.
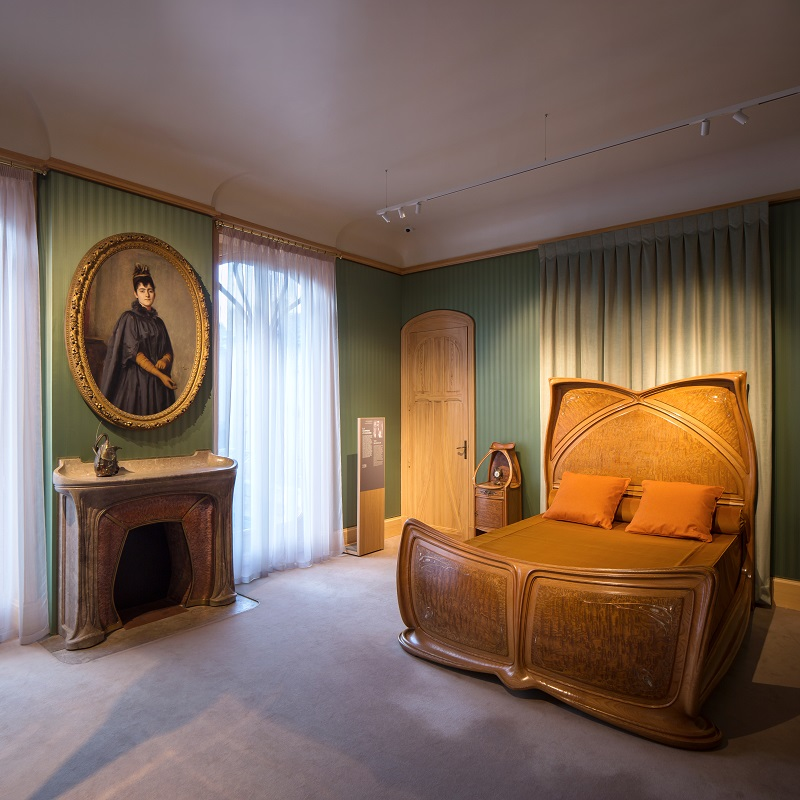
Chambre dans la villa, 2020.

Une seconde partie des meubles correspond à des copies identiques à celles d'origine, comme l'aménagement pommes de pins du salon, racheté à un particulier en 2018. Enfin, en ce qui concerne les arts décoratifs, comme il n'était pas possible de retrouver les pièces exactes possédées par Majorelle, le choix est fait d'exposer des pièces issues de la collection du musée de l'École de Nancy, en favorisant celles réalisées par Majorelle lui-même ou des artistes avec lesquels il a travaillé (frères Daum, Keller, Guérin, Rambervilliers ou les frères Mougin), rénovées pour l'occasion. 

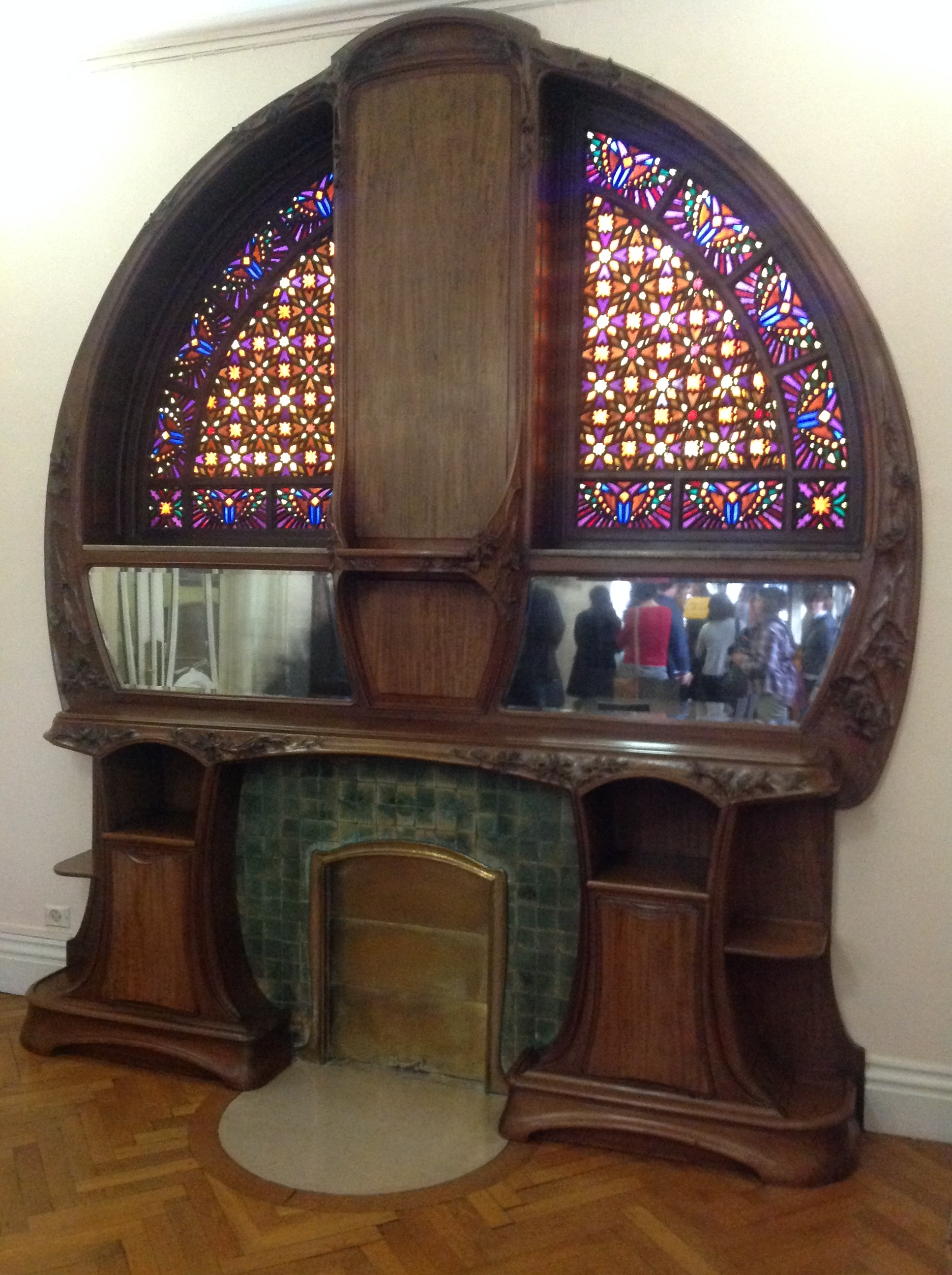
Cheminée du salon avant rénovation.
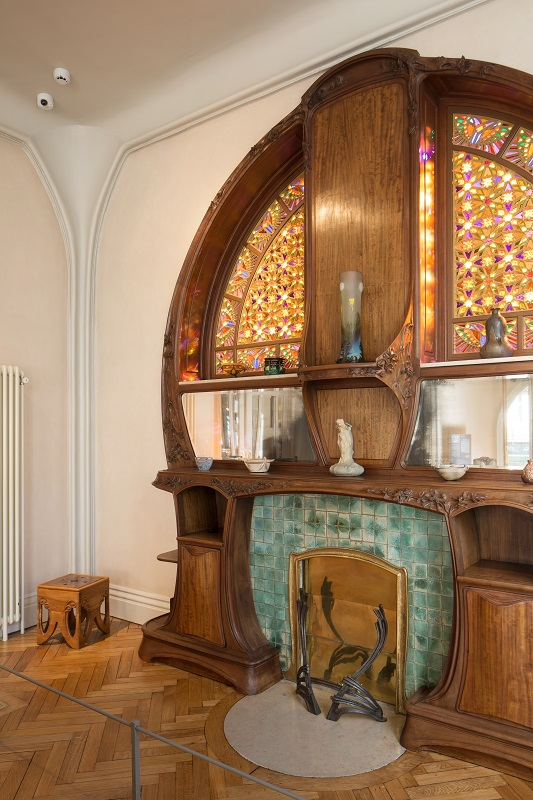
Cheminée de la villa après rénovation.
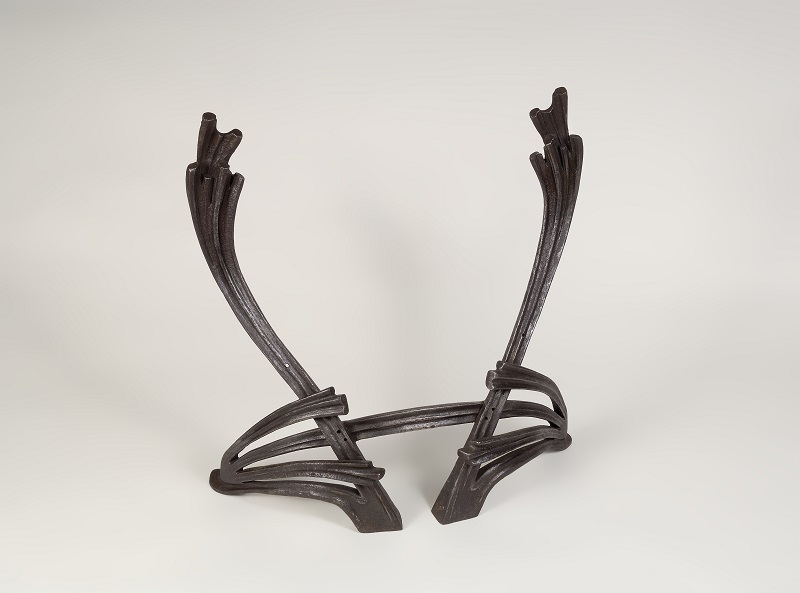
Devant de foyer présenté à son emplacement d'origine, Louis Majorelle.
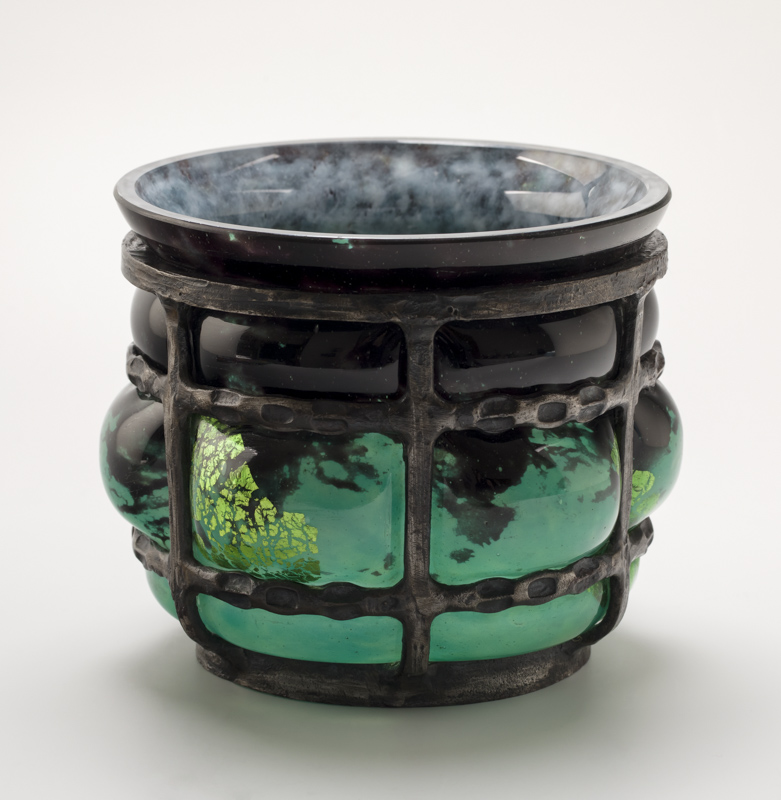
Coupe cloisonnée, collaboration de Louis Majorelle avec les frères Daum de 1925. L'œuvre ne décorait initialement pas la villa Majorelle mais était en possession d'Eugène Corbin.

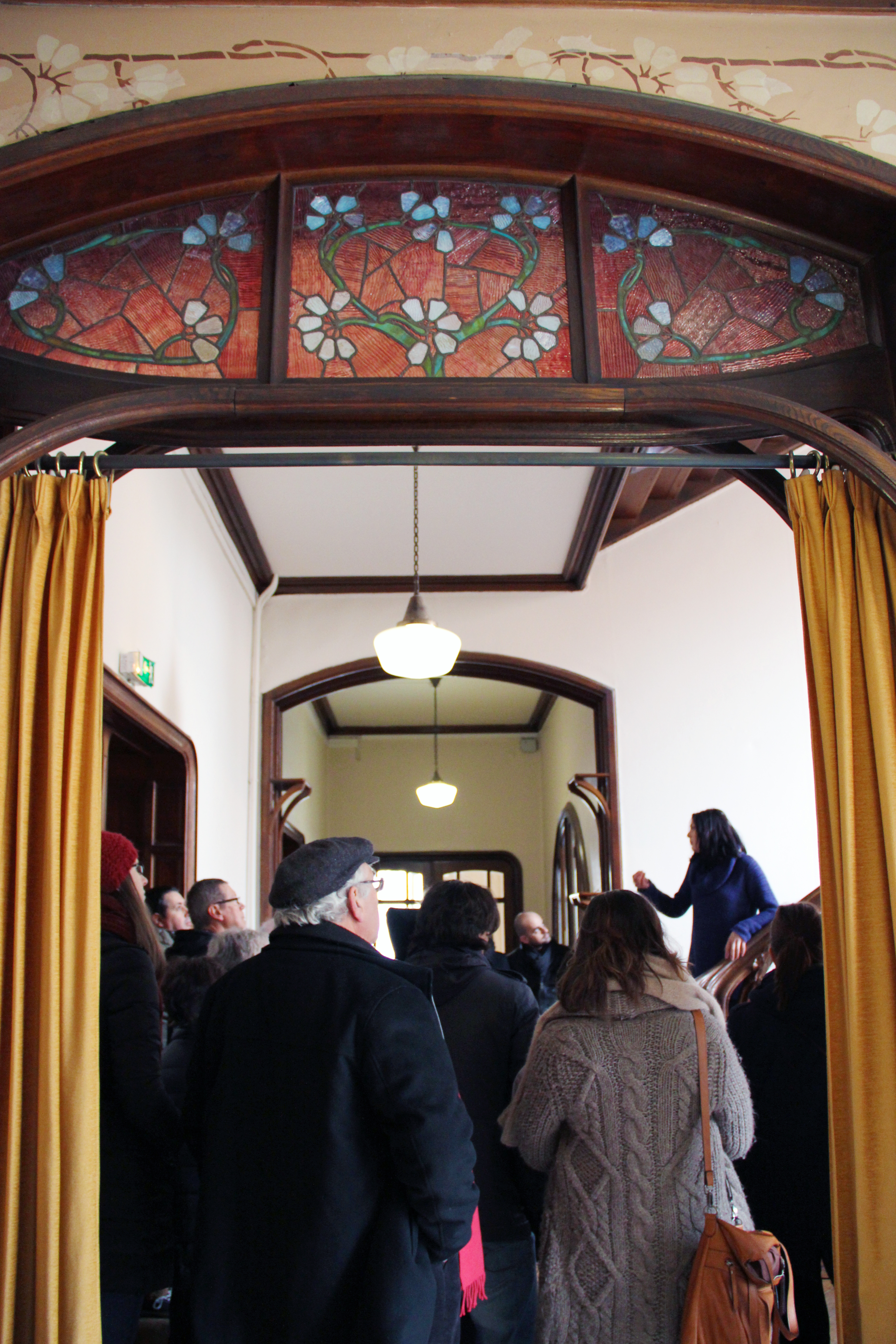
Visite guidée dans la villa Majorelle, 2013.

La villa a rouvert ses portes au public en février 2020. La salle de bain, la penderie et d'autres pièces dédiées à la présentation du contexte de l'Ecole de Nancy seront rénovées lors d'une ultime phase de travaux à venir.

## Architecture

### Volumes

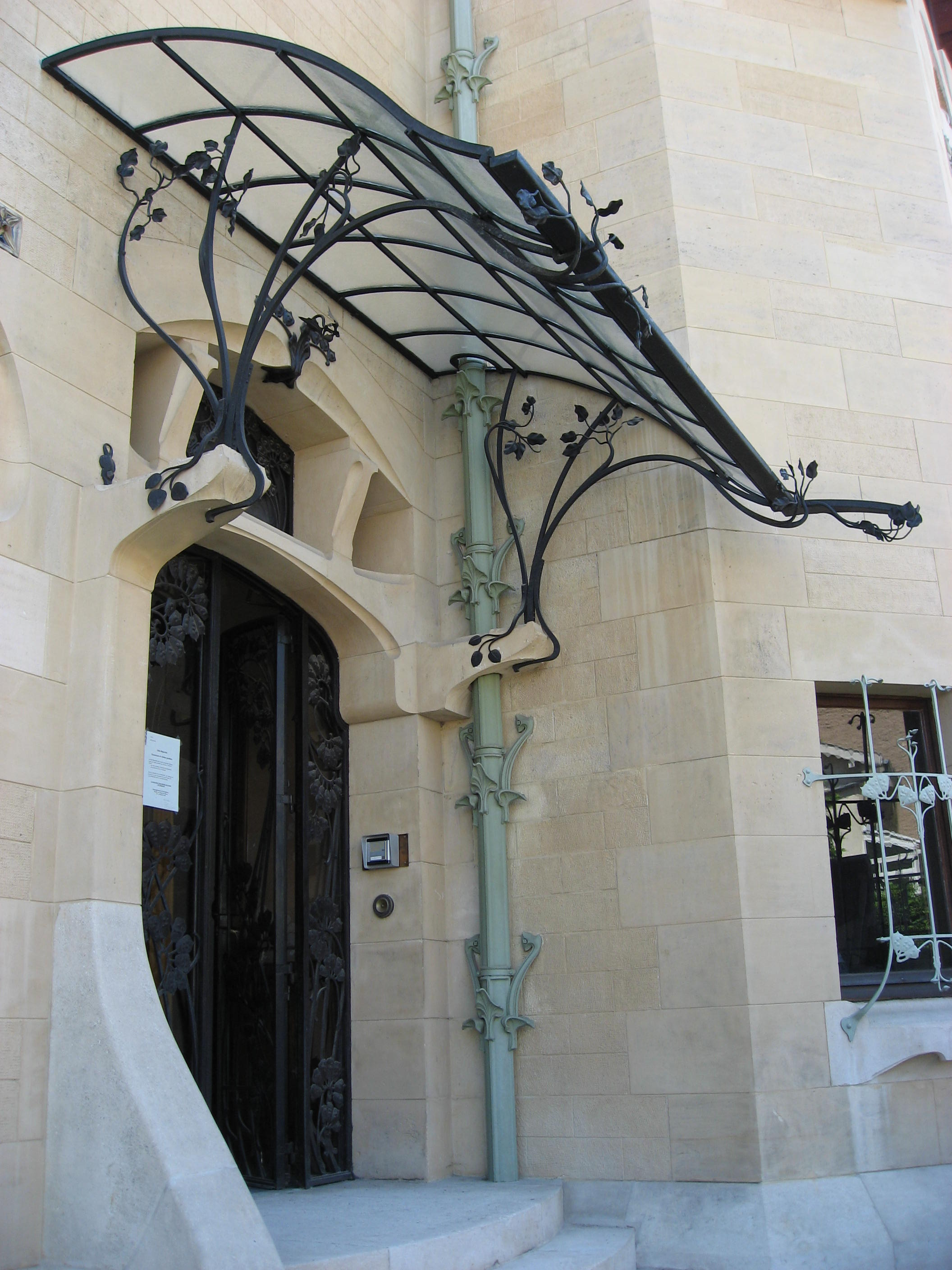
Entrée.

La conception de la villa aux trois étages, par Sauvage et Weissenburger, représente l'exemple du déploiement de l'architecture Art nouveau dans Nancy, avec plusieurs fenêtres en demi-cercles et des motifs floraux couvrant les extérieurs. Majorelle produisit lui-même les ferronneries ainsi que le mobilier intérieur, les lambris ou encore le majestueux escalier.
Louis Majorelle choisit d'installer son atelier au dernier étage de la villa, sous le toit à pignons, avec une somptueuse baie vitrée arquée aux formes évoquant les branches d'un arbre, et un balcon belvédère. Le rez-de-chaussée sert aux pièces de réception et de service (cuisine, salle à manger...) ainsi que de salle d'exposition pour les productions de Majorelle. Le premier étage accueille les chambres. Les combles sont dévolus à l’hébergement des domestiques et à l'atelier de Majorelle.
L'architecture se veut légère, lumineuse et asymétrique. Elle cherche délibérément à rompre avec le conformisme. L'intérieur présente, au milieu de vastes volumes ornés de motifs floraux évoquant par exemple la monnaie-du-pape, si chère à l'École de Nancy, thème repris sur certains vitraux de la villa, dessinés par Jacques Gruber. Les peintures de la salle à manger sont l'œuvre de Francis Jourdain, et d'Henri Royer pour le reste des frises. Une monumentale cheminée en céramique, créée par Alexandre Bigot, trône au centre de la salle à manger et évoque les flammes et la lave en fusion.
L'architecte parisien adopte ici une démarche analytique nouvelle, faisant éclater la structure classique cubique. Les matériaux utilisés traduisent une grande originalité. Des poutrelles de fer, profilées en I et brutes de fabrication, soutiennent le balcon de l'atelier. Dessinées par Sauvage, leur galbe rappelle celui des montants de l'oriel du magasin Génin-Louis. L'architecte a visiblement joué sur le jeu de lignes verticales et courbes offert par ce support ductile.
Les dimensions de la villa sont de 17,40 m de profondeur × 24,50 m de largeur.

### Ferronneries
Le métal employé aussi dans la ferronnerie architecturale de Majorelle prend une importance considérable. Les éléments fonctionnels, habituellement négligés, participent à l'identité de l'ensemble. Ainsi, les tuyaux de descente des eaux pluviales, en fonte, sont maintenus par des attaches de métal forgé et plié, imitant des feuilles de plantes aquatiques. La porte d'entrée principale, vitrée, à armature de fer, porte des monnaies-du-pape en tôle découpée à cru. Ce motif végétal dominant se retrouve sur les grilles des fenêtres du rez-de-chaussée. Au-dessus de la porte, de frêles branches d'orme en fer forgé supportent une marquise de verre. Une terrasse située sur la façade nord de la villa s'ouvre par un grand arc surbaissé.Le portail et la porte de clôture utilisent la même technique de fabrication que celle employée pour la clôture de l'immeuble Biet.

### Céramiques
La décoration par céramiques des façades de la villa Majorelle s'inscrit dans les codes dominant de l'architecture en 1880 et 1920, où elles servent à mettre en valeur les éléments des façades. Réalisées en grès émaillé afin de bénéficier d'une grande diversité de couleurs, elles sont réalisées sous forme de carreaux scellés au ciment gris soulignant les ouvertures des fenêtres et en dissimilant les linteaux.

Céramiques en façade
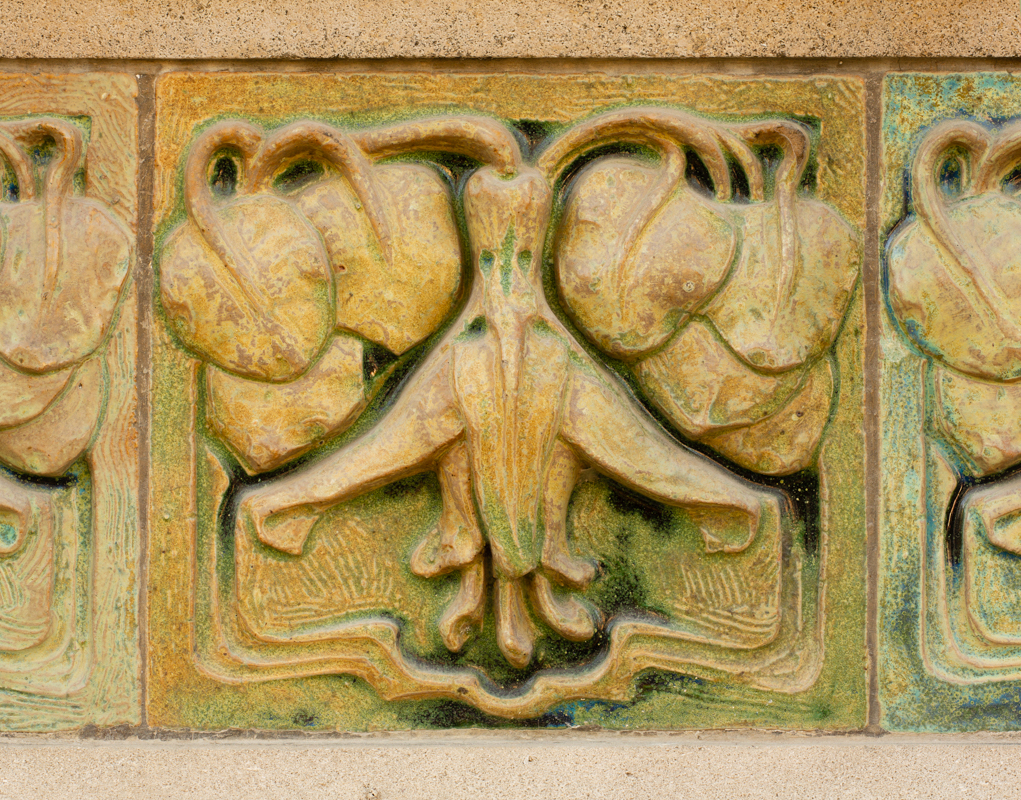
Carreau à décor de fuchsia, façade est, 2019.
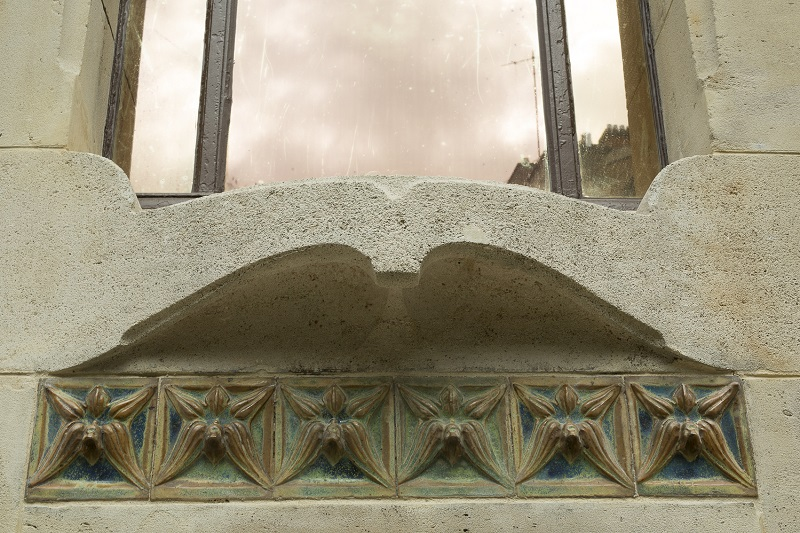
Frise de céramiques, 2017.

## Décoration intérieure et mobilier
La Villa Majorelle conserve une grande partie de son décor intérieur. Ce dernier a été exécuté pour une large part, par  les Ateliers Majorelle : décors au pochoir du vestibule et des rampants de la cage d'escalier sur le thème de la monnaie du pape, éléments de boiseries de la cage d'escalier et de la salle à manger, plaques de propreté sur le thème des ombelles... Ces éléments décoratifs ont pu être restaurés en 2019 lors de la rénovation intérieure.
La Villa Majorelle présente également une grande partie de son mobilier d'origine. Dès 1983, le Musée de l'Ecole de Nancy a pu acquérir le mobilier de la chambre à coucher puis en 1996, le mobilier de la salle à manger, acheté auprès des descendants de Jacques Majorelle. Ces dernières années, d'autres pièces ont été acquises dans la perspective de l'ameublement de la villa : porte-plante, devant de foyer, table feuilles de marronnier, ensemble de sièges sur le thème de la pomme de pin, ... Toutes ces pièces ont été réalisées par Louis Majorelle et à l'exception des meubles de la chambre à coucher, pouvaient être commercialisés par la Maison Majorelle.
La préservation du décor intérieur et du mobilier d'origine permet de témoigner d'un cadre de vie harmonieux et unifié par des thèmes décoratifs, des formes ou des couleurs, principe revendiqué par l'Ecole de Nancy.

### Chambre à coucher
La chambre à coucher est typique à la fois des années 1900, avec des lignes dominantes en courbe et contre-courbes, et de l'École de Nancy, avec la forte présence de la nature, ici plus suggéré que représenté, avec en particulier des ailes de libellule et des ocelles du paon. Majorelle choisit d'utiliser des bois clairs (frêne du Japon, bois d'aulne) pour exprimer la gaité et l'intimité, tandis que les courbes évoquent le sommeil et le rêve. Le souci du détail se révèle par l'utilisation de nacre et de cuivre pour les incrustations ainsi que la création de poignées à stylisation végétale en bronze.

Contrairement au salon ou à la salle à manger, qui figuraient au catalogue Majorelle, les meubles de la chambre sont des pièces uniques, d'exception, à l'usage exclusivement privé.

Chambre à coucher
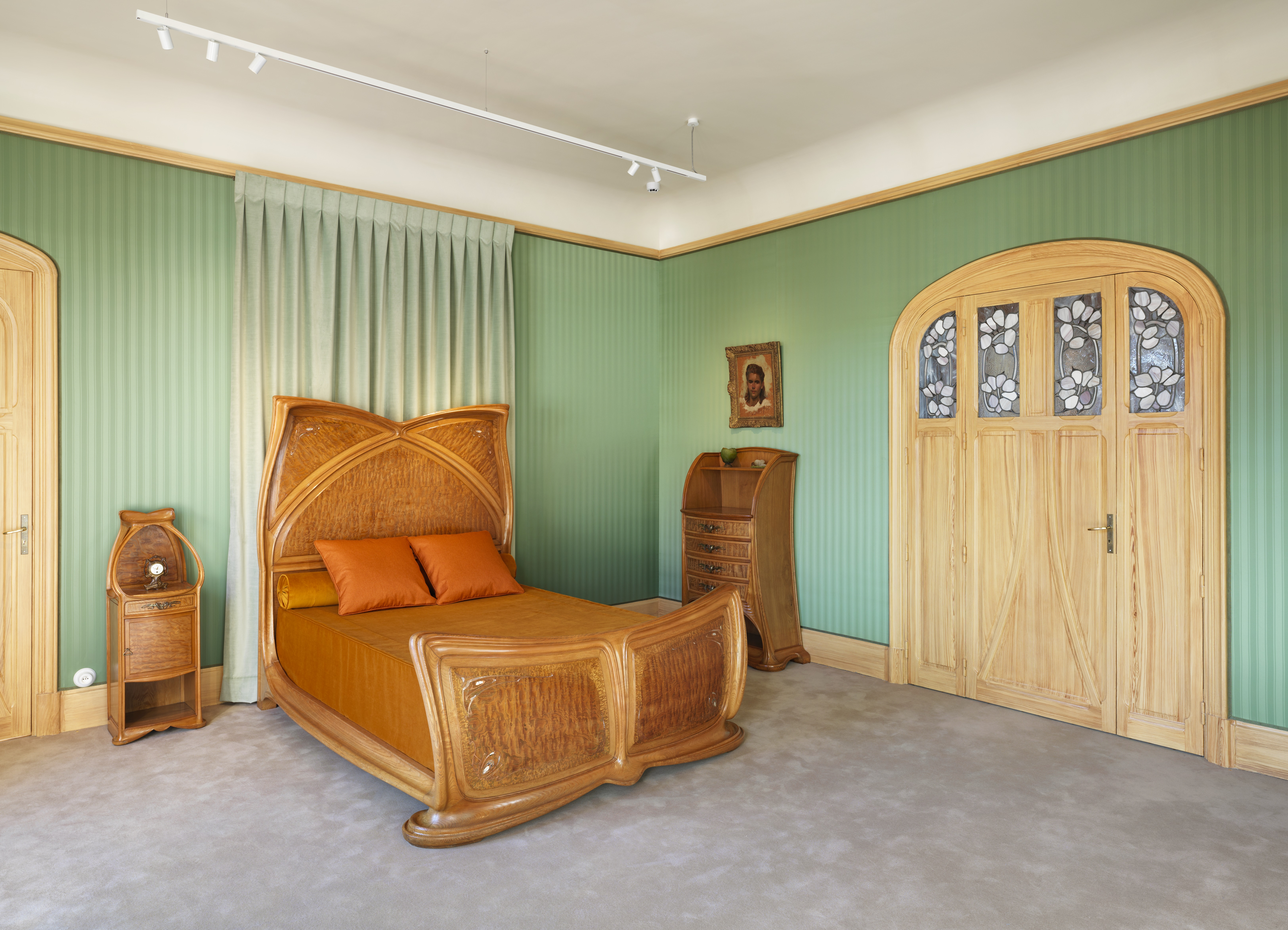
Chambre dans la villa, 2020.
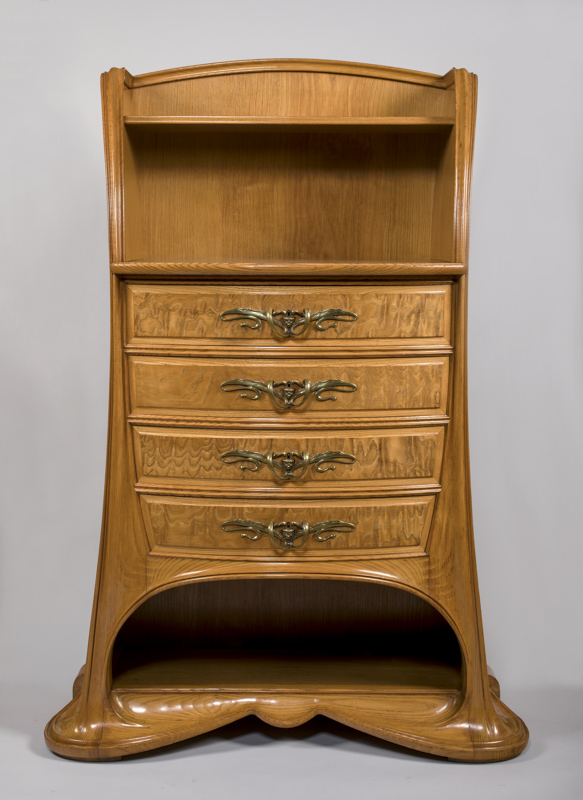
Commode réalisée par Louis Majorelle pour sa chambre.
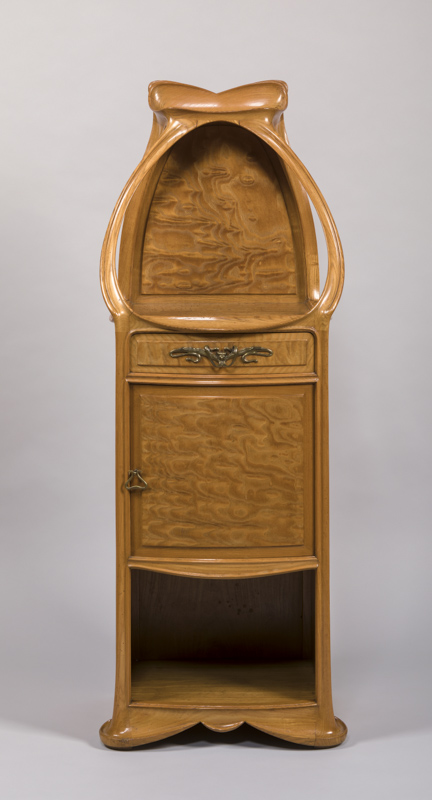
Meuble de chevet réalisé par Majorelle pour sa chambre, 1903.

## Postérité
La villa est considérée à sa construction comme une « démonstration d’architecture moderne », mais son architecte étant parisien, elle n’est pas considérée comme une démonstration de l’art nouveau nancéien en architecture. Étant une des premières réalisations, avec le Café de Paris, d’Henri Sauvage, elle marquera son début de carrière et lui permettra d’avoir beaucoup d’autres commandes. Elle est cependant, un bel exemple d'unité de l'art, visible dans sa décoration intérieure et son ameublement, souhaitée par l'Ecole de Nancy[réf. nécessaire].

## Protection
Dans un premier temps, la villa Majorelle a fait l'objet d'une inscription au titre des monuments historiques, par arrêté du 15 janvier 1975. Elle a ensuite été classée (y compris le mur de clôture et le portail), par arrêté du 28 novembre 1996, ce dernier arrêté annulant le précédent. Elle est donc automatiquement labellisée « patrimoine du XXe siècle ». Finalement, après une discussion au conseil historique d'Europe, la villa Majorelle conservera son statut de patrimoine. Elle obtient en 2011 le label de « Maison des illustres » de la part du Ministère de la Culture.

## Galerie

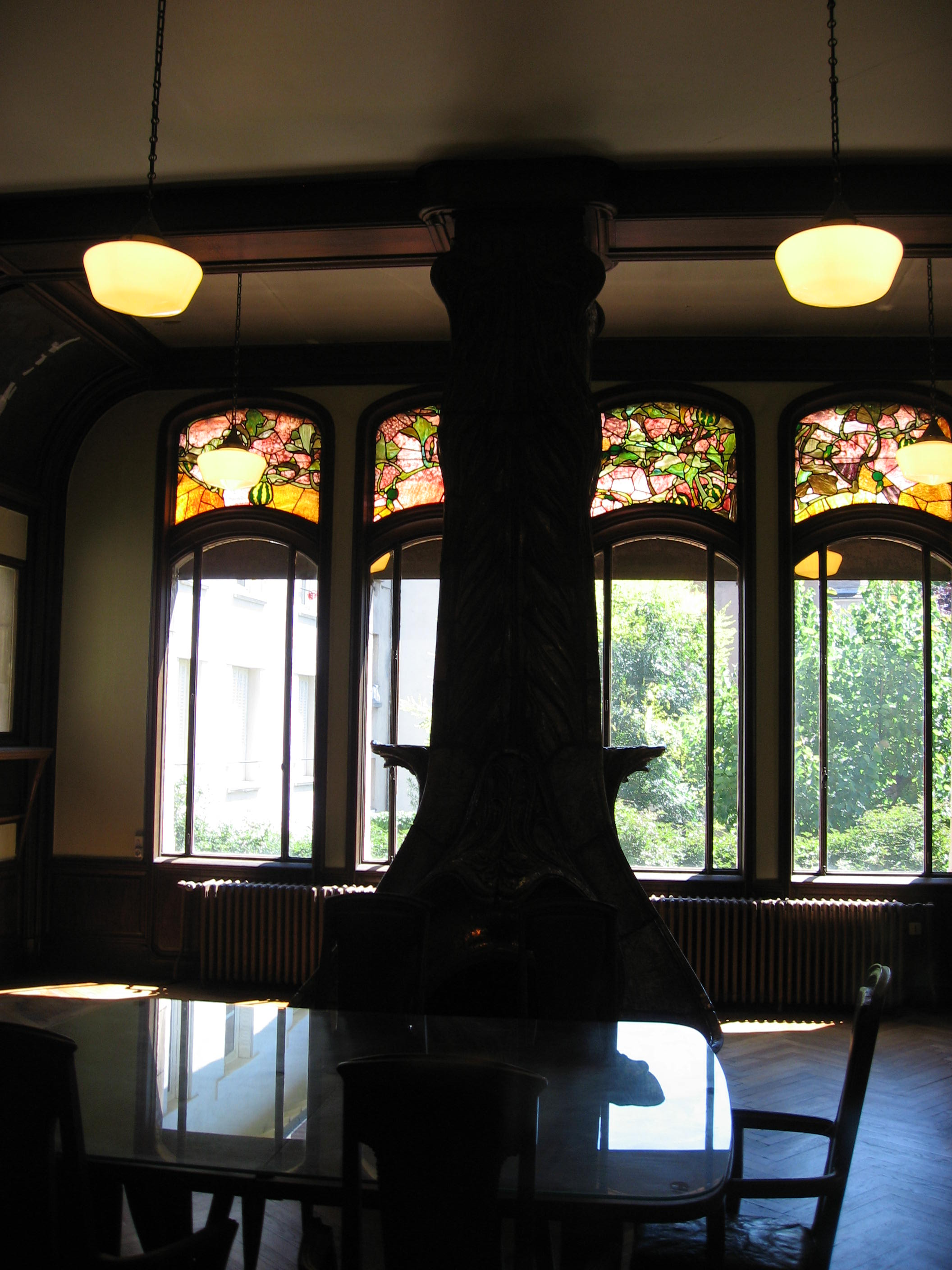
Cheminée d'Alexandre Bigot et vitraux de Jacques Grüber.
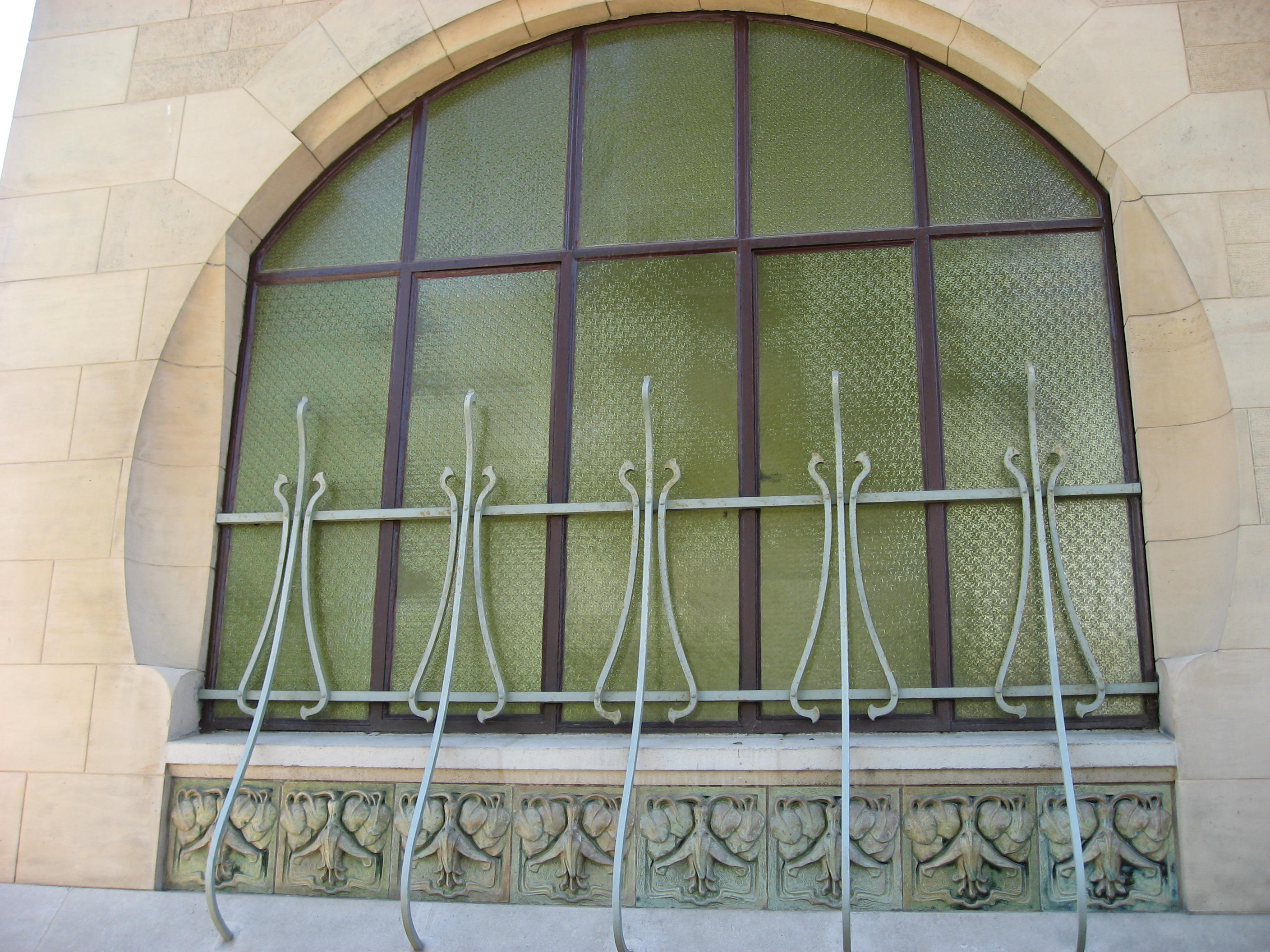
Vitraux simples, côté rue Vieil-Aître (façade Est).
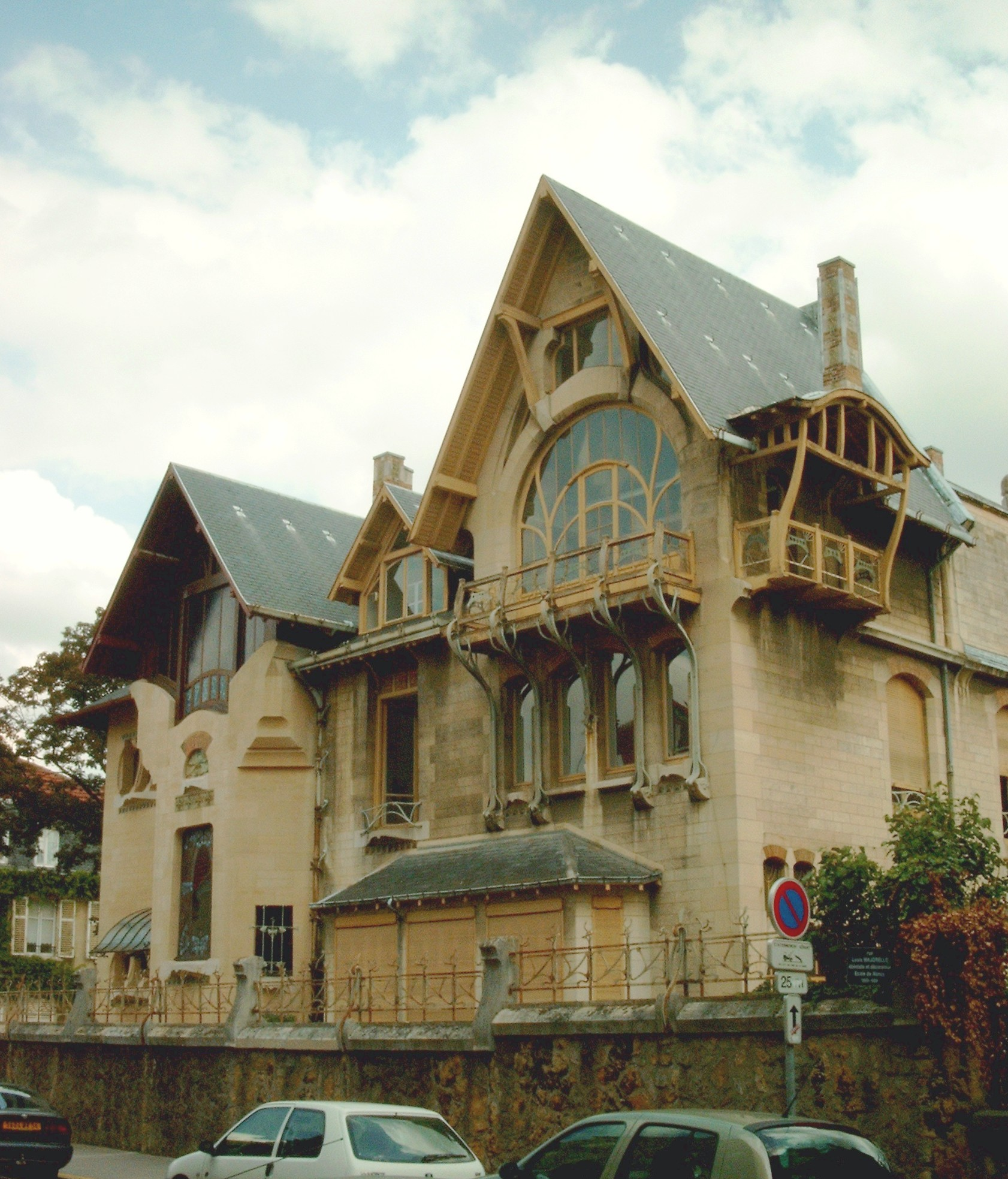
Façade Nord avant la restauration de 2017, rue Louis-Majorelle.
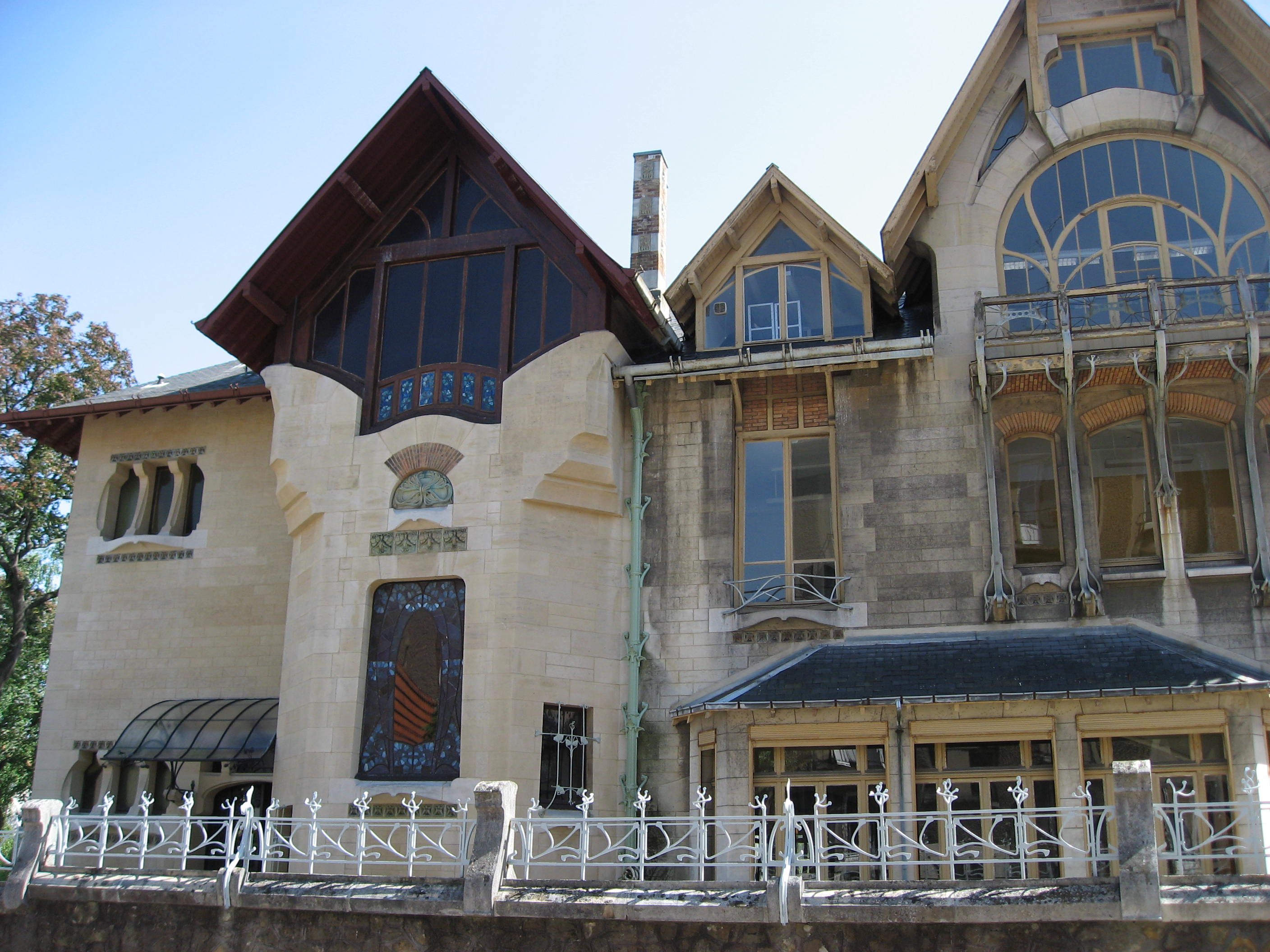
Façade Nord avant la restauration de 2017, rue Louis-Majorelle.
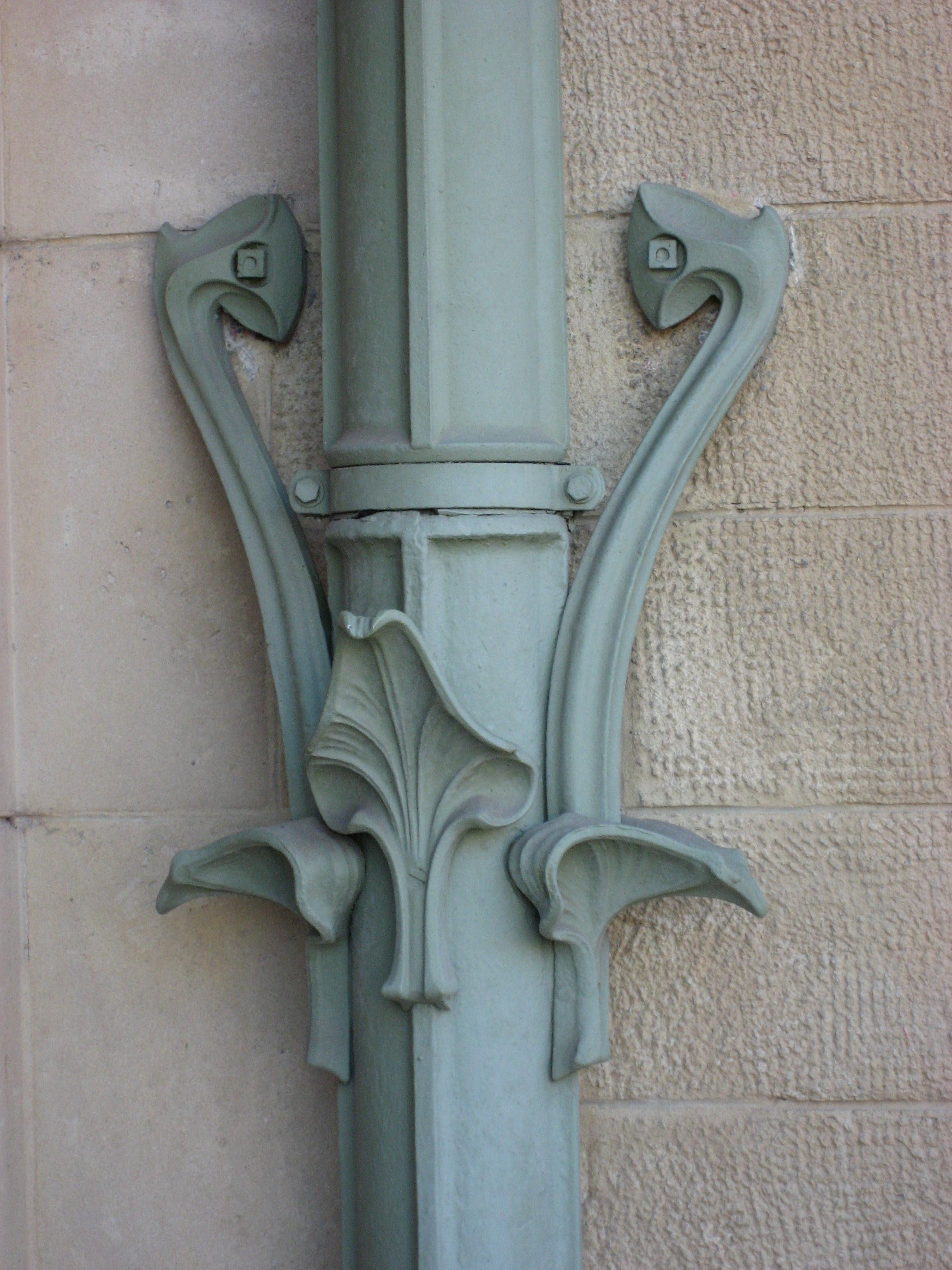
Ferronneries de Louis Majorelle.
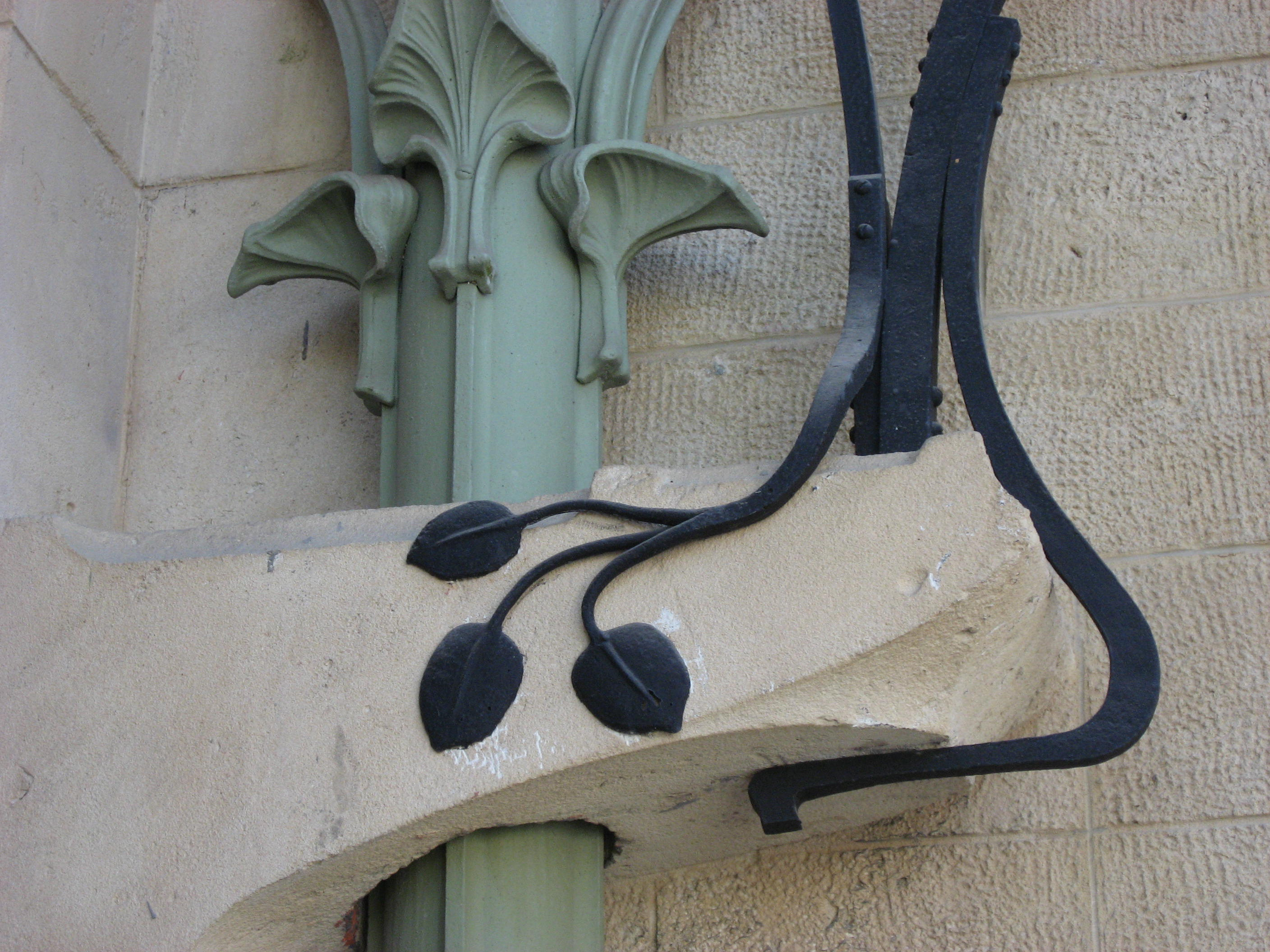
Ferronneries de Louis Majorelle.
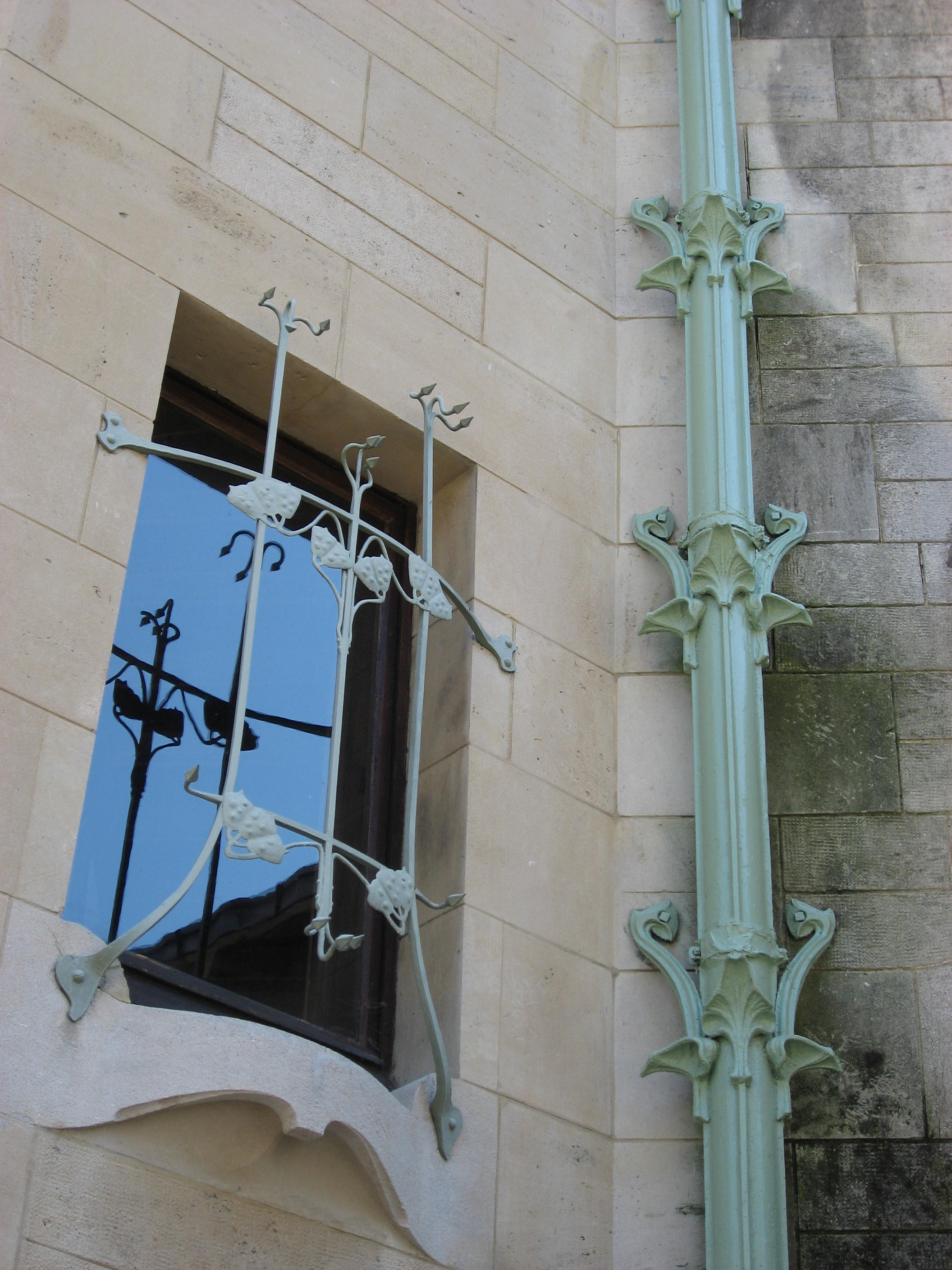
Ferronneries de Louis Majorelle.
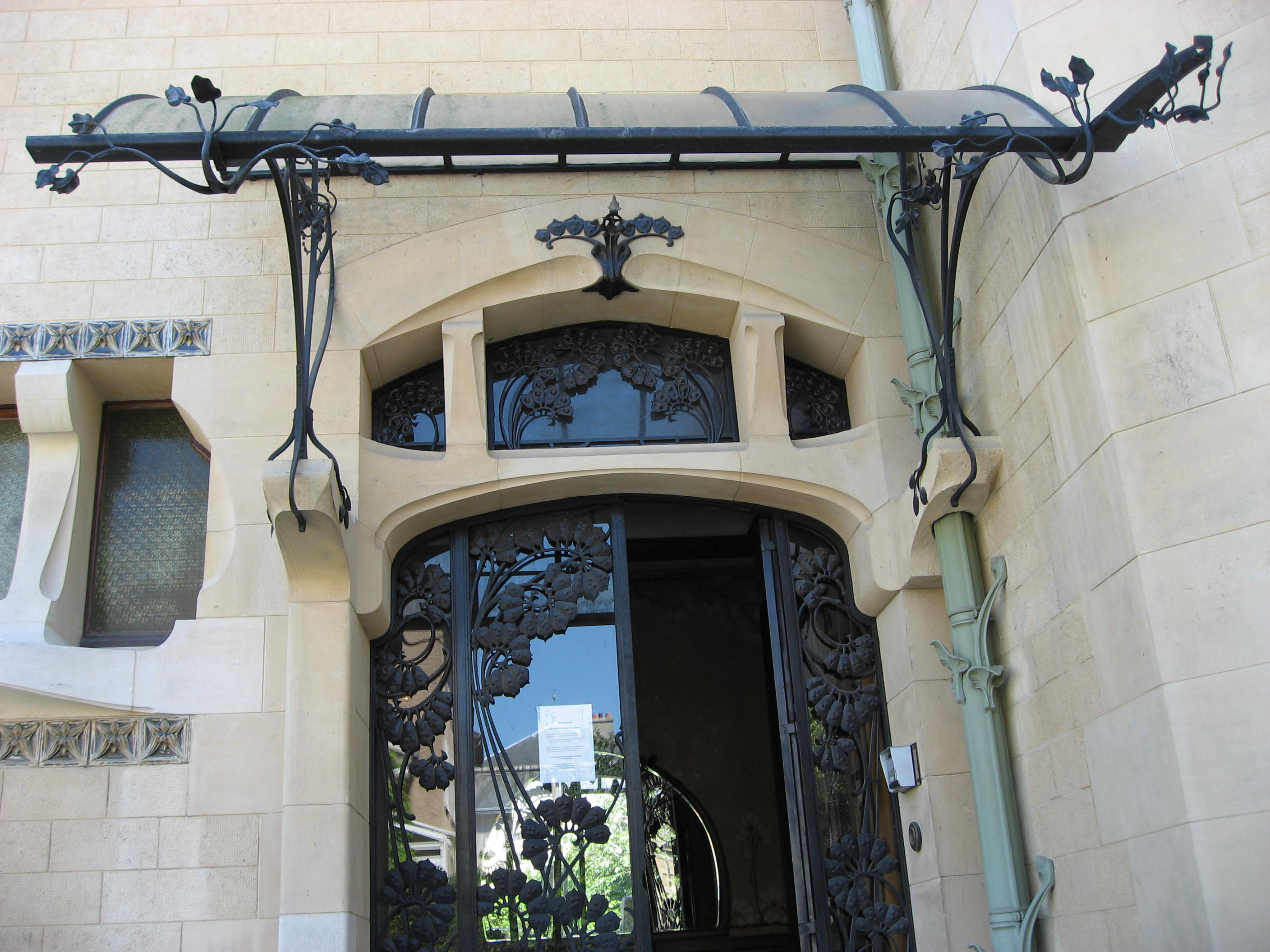
Entrée, ferronneries de Louis Majorelle.
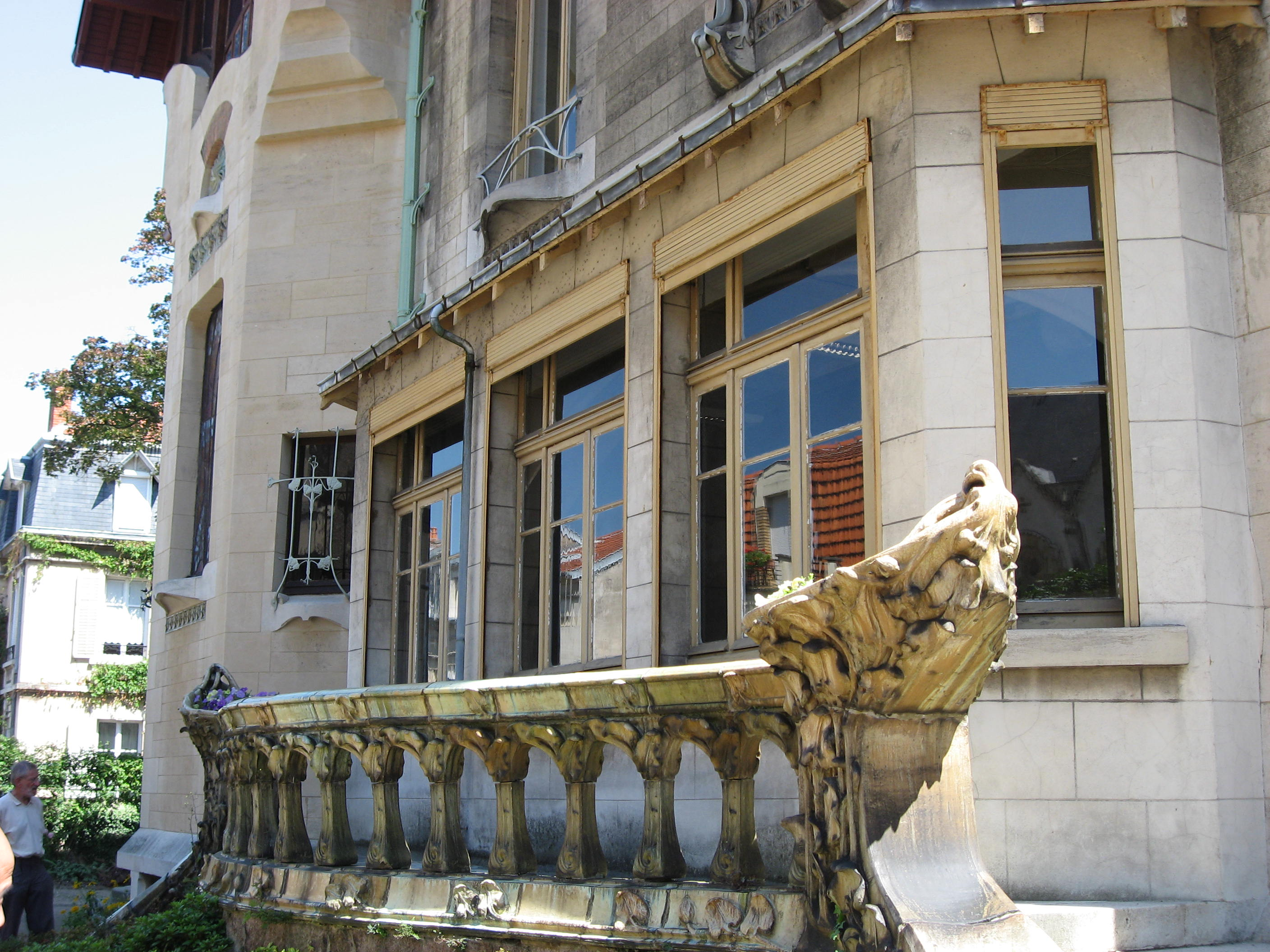
Le grès d'Alexandre Bigot.
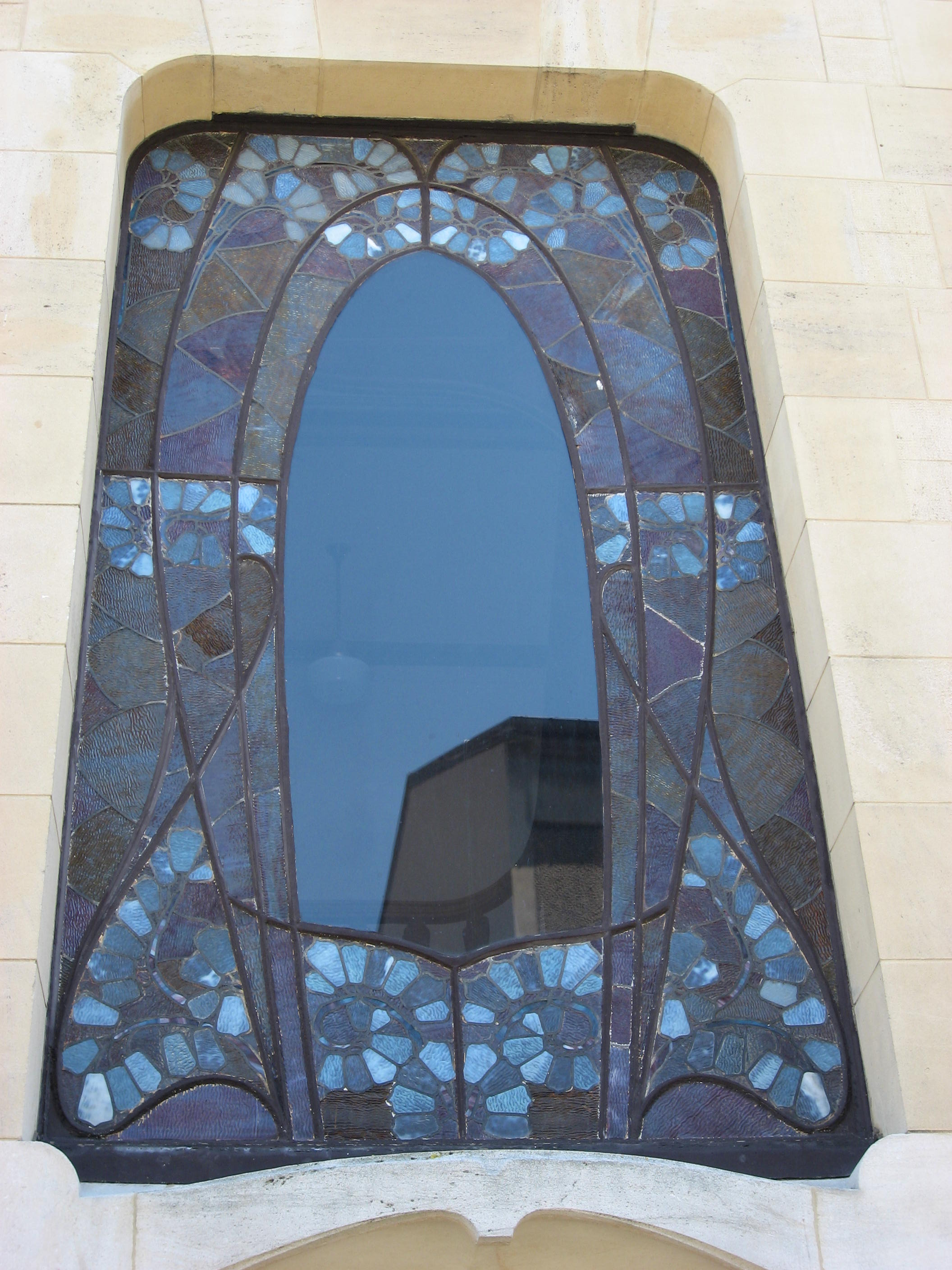
Vitraux de Jacques Grüber.